# Grand Canal (Venise)
Pour les articles homonymes, voir Grand Canal et Le Grand Canal à Venise.
Le Grand Canal (Canal Grande en italien, Canałasso en vénitien) est la principale artère maritime qui traverse Venise, en Italie.

## Description

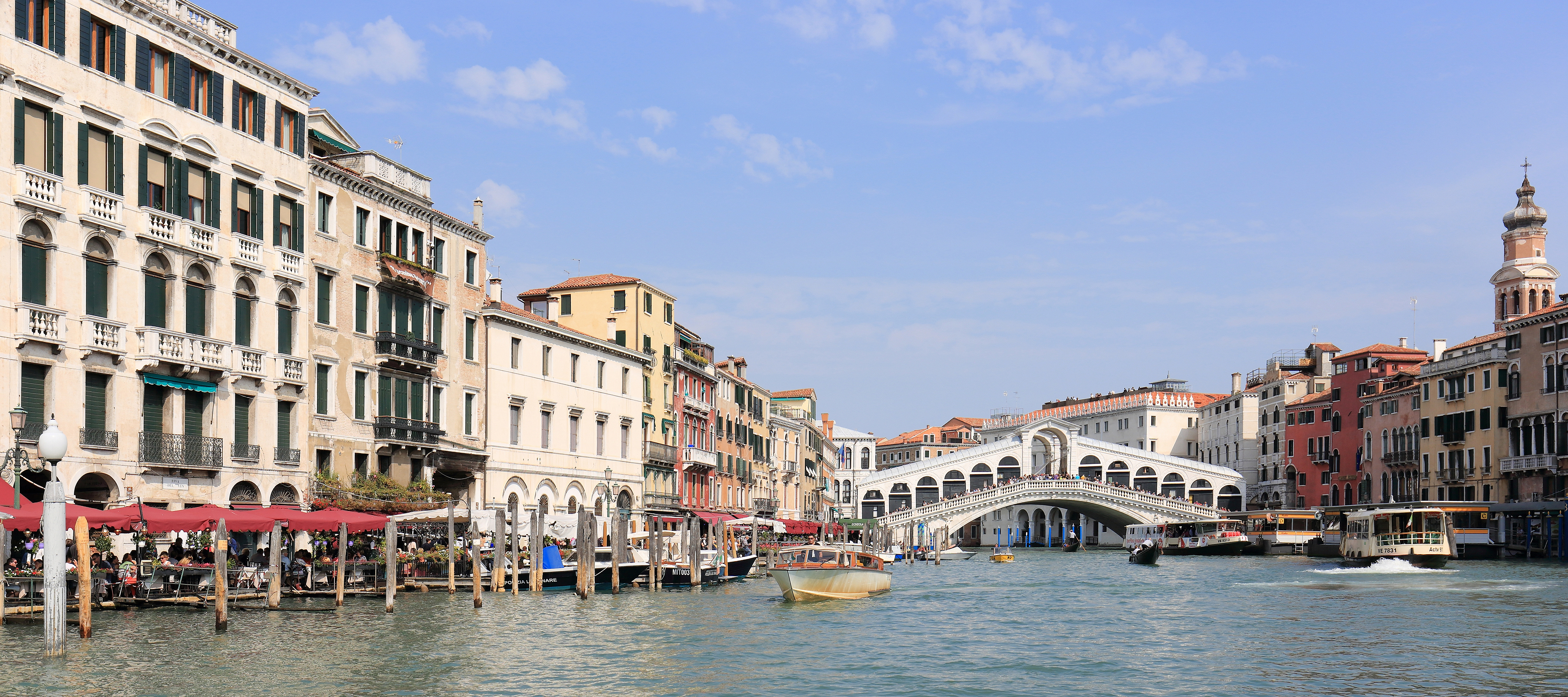
Panorama du grand canal au pont du Rialto. Septembre 2017.

### Généralités
Le Grand Canal est le plus grand et le plus large des canaux de Venise. Débutant au sud devant le bassin de Saint-Marc, il se termine au nord-ouest de la ville, près du pont de la Liberté. Il mesure au total 3,8 km de long pour 50 à 70 m de largeur et 5 à 10 m de profondeur.
Au sud, le canal s'ouvre sur le bassin de Saint-Marc. Il suit tout d'abord un long trajet en forme de « S » inversé, jusqu'au pont de la Constitution. Il se termine ensuite par un trajet plus direct de 500 m en direction du nord-ouest, jusqu'à son débouché au pied du pont de la Liberté. Le canal sépare physiquement Venise en deux : sur sa rive droite se trouvent les sestieri de Cannaregio, San Marco et Castello, sur sa rive gauche ceux de Dorsoduro, San Polo et Santa Croce.
Le Grand Canal est rejoint par 45 canaux plus petits et il est traversé par 7 ponts (4 ponts piétons, 2 ponts automobiles et 1 pont ferroviaire, ces trois derniers se situant à son extrémité nord-ouest).
Les rives du Grand Canal comportent plus de 170 édifices, la plupart datant du XIIIe au XVIIIe siècle et illustrant la richesse de la république de Venise. Beaucoup sont des palais qui émergent de l'eau sans aucun trottoir ; la seule façon de passer devant s'effectue par bateau. On compte également quelques églises et campi.

### Ponts

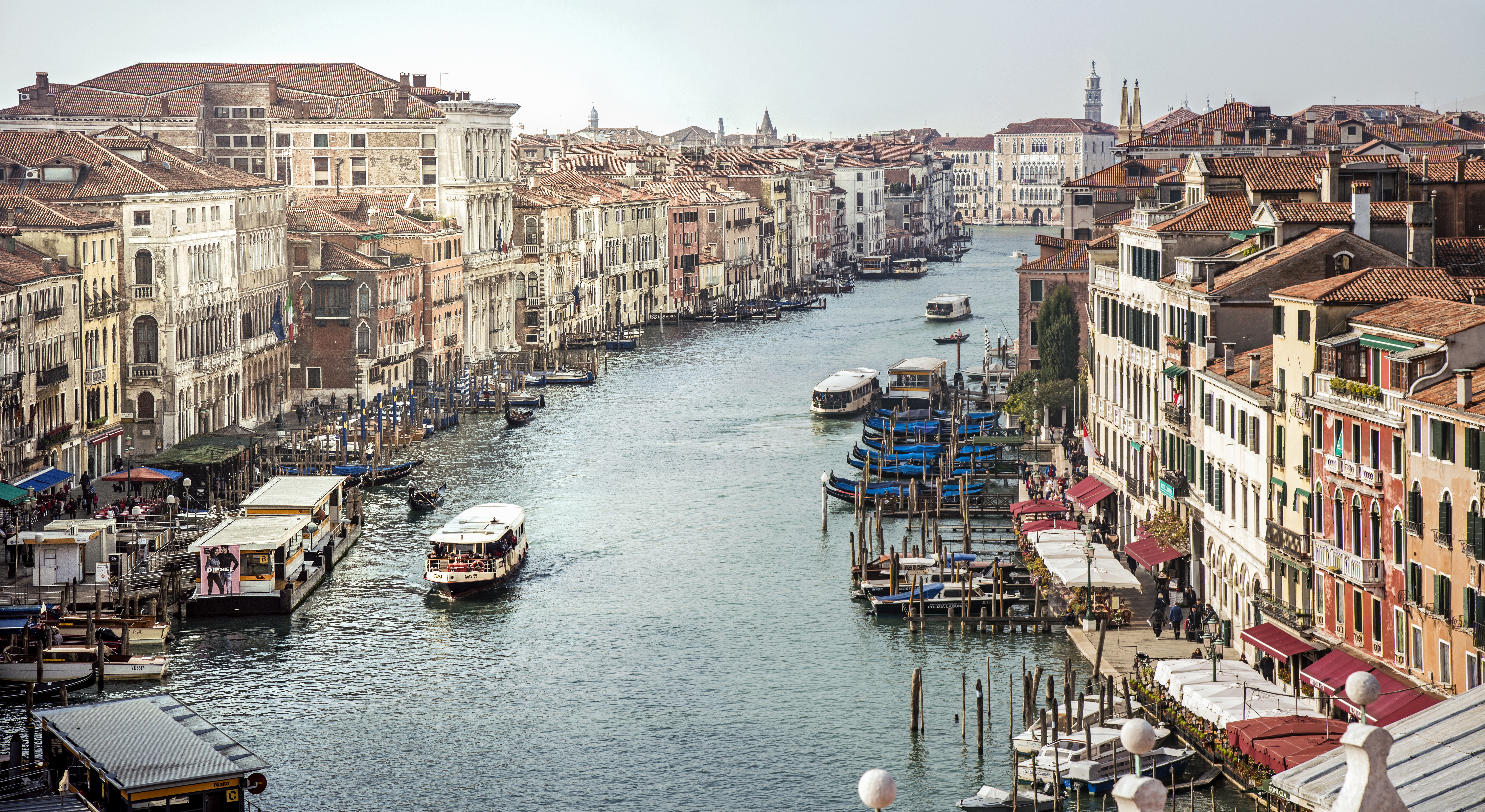
Vue du Rialto vers Ca'Foscari.

Malgré sa longueur, le canal n'est franchi que par quatre ponts piétonniers. De fait, la majeure partie du trafic de Venise s'effectuant le long du Grand Canal plutôt qu'en travers, un seul pont le franchit jusqu'au XIXe siècle, le pont du Rialto (ponte di Rialto), à peu près en son milieu entre San Polo et San Marco. Les trois autres ponts sont le pont de la Constitution (ponte della Costituzione), près des piazzale Roma, le pont des Déchaussés (ponte degli Scalzi), près de la gare routière-ferroviaire, et le pont de l'Académie (Ponte dell'Accademia), près de son extrémité sud.
Au nord-ouest, au débouché du canal sur la lagune, trois autres ponts franchissent le Grand Canal : le pont de la Liberté et l'une de ses bretelles d'accès, tous deux automobiles, et un pont ferroviaire.

### Canaux
45 canaux débouchent sur le Grand Canal. En partant du nord-ouest :
- Rive gauche :
  - Cannaregio :
    - Canal de Cannaregio
    - Rio de San Marcuola
    - Rio de la Madalena
    - Rio de Noal
    - Rio de San Felice
    - Rio dei Santi Apostoli
    - Rio de San Giovanni Crisostomo
    - Rio del Fontego dei Tedeschi (limite avec San Marco)

  - San Marco :
    - Rio de San Salvador
    - Rio de San Luca
    - Rio de Ca' Michiel
    - Rio Ca' Corner
    - Rio di Ca' Garzoni
    - Rio del Duca
    - Rio di San Vidal
    - Rio dell'Orso
    - Rio del Santissimo di Santo Stefano
    - Rio de San Maurizio
    - Rio de Santa Maria Zobenigo
    - Rio de l'Alboro
    - Rio de San Moisè
    - Rio dei Giardinetti
- Rive droite : 
  - Santa Croce :
    - Canal de Santa Chiara
    - Rio Novo
    - Rio dei Tolentini
    - Rio Marin
    - Rio de San Zan Degolà
    - Rio del Megio
    - Rio di Ca' Tron
    - Rio di San Stae
    - Rio della Pergola
    - Rio delle Due Torri
    - Rio di San Cassiano (limite avec San Polo)

  - San Polo :
    - Rio de le Becarie
    - Rio dei Meloni
    - Rio della Madonnetta
    - Rio de San Polo
    - Rio di San Tomà
    - Rio de la Frescada (limite avec Dorsoduro)

  - Dorsoduro :
    - Rio de Ca' Foscari
    - Rio de San Barnaba
    - Rio del Malpaga
    - Rio de la Toleta
    - Rio de San Trovaso
    - Rio de San Vio
    - Rio delle Torreselle
    - Rio del la Fornace
    - Rio della Salute

## Transports

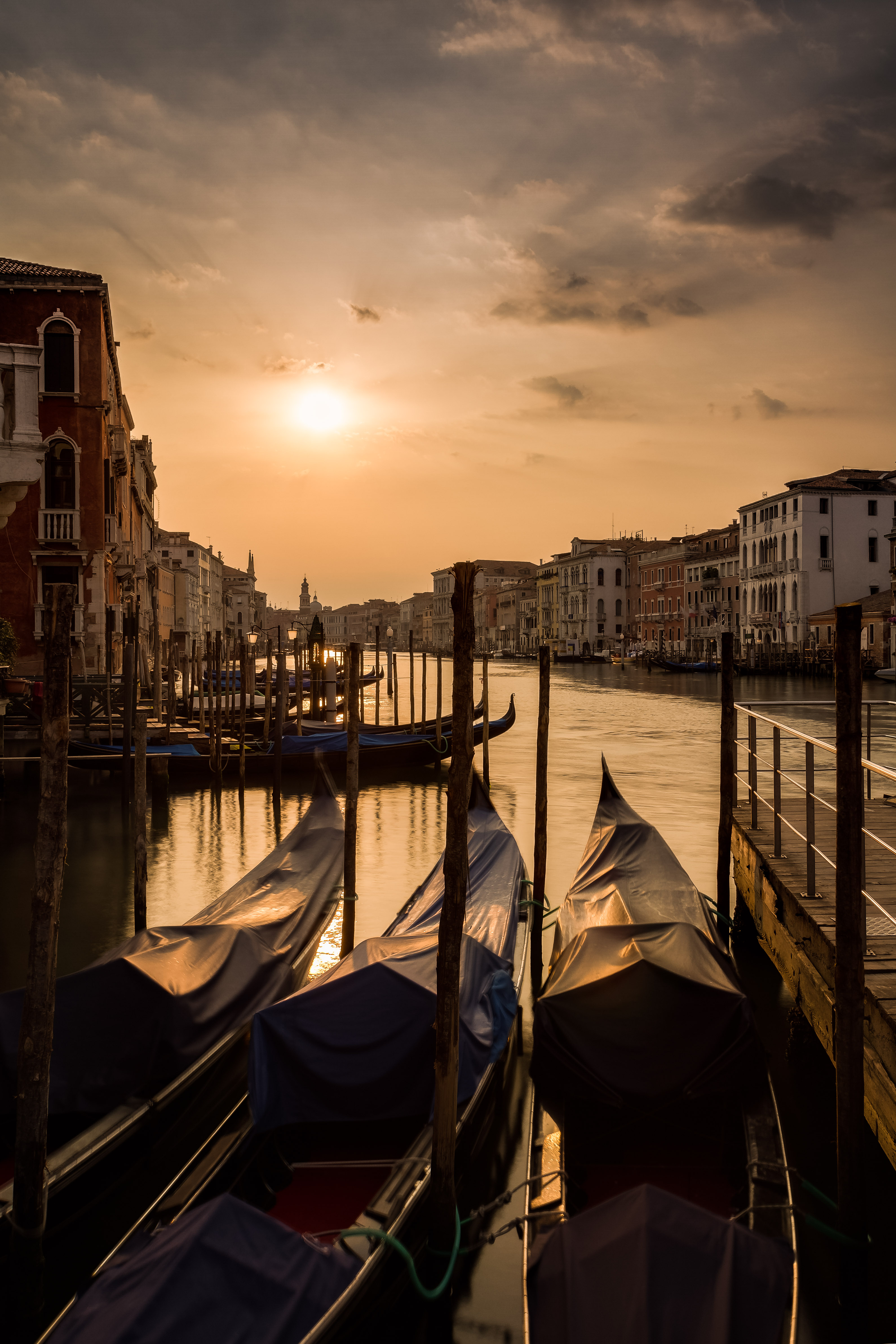
Parking de gondoles sur le Grand Canal.

### Vitesse
Sur le Grand Canal, la vitesse des bateaux est limitée à 7 km/h.

### Vaporetto

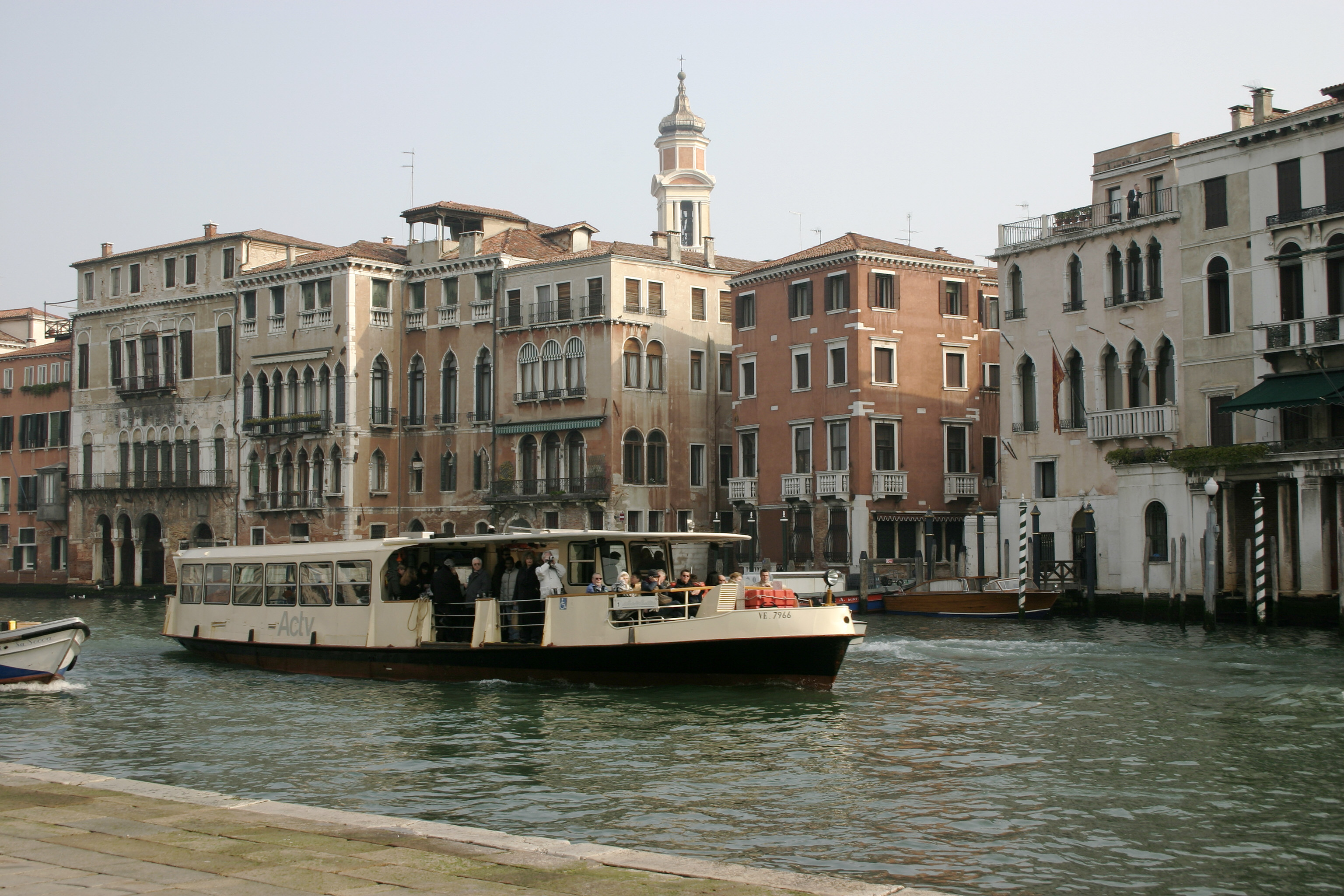
Vaporetto sur le Grand Canal.

Le Grand Canal est parcouru par plusieurs lignes régulières de vaporettos : les lignes 1, 2 et N sur toute sa longueur, auxquelles s'ajoutent les lignes 3, 4 et 5 entre le pont de la Constitution et le canal de Cannaregio, et la ligne A entre ce canal et l'embouchure sur le bassin de Saint-Marc. Les différentes haltes sont, du nord au sud :
- Piazzale Roma (rive droite, lignes 1, 2, 3, 4, 5, 6 et N)
- Ferrovia (rive gauche, lignes 1, 2, 3, 4, 5, 6 et N)
- Riva de Biasio (rive droite, lignes 1, 5 et N)
- San Marcuola (rive gauche, lignes 1, 2 et N)
- San Stae (rive droite, lignes 1, A et N)
- Ca' d'Oro (rive gauche, lignes 1 et N)
- Rialto Mercato (rive droite, lignes 1 et N)
- Rialto (rive gauche, lignes 1, 2, A et N)
- San Silvestro (rive droite, ligne 1)
- Sant'Angelo (rive gauche, lignes 1 et A)
- San Tomà (rive droite, lignes 1, 2 et N)
- Ca' Rezzonico (rive droite, lignes 1)
- San Samuele (rive gauche, lignes 2 et N)
- Accademia (rive droite, lignes 1, 2 et N)
- Giglio (rive gauche, ligne 1)
- Salute (rive droite, ligne 1)
- San Marco Vallaresso (rive gauche, lignes 1, 2 et N)

### Traghetto

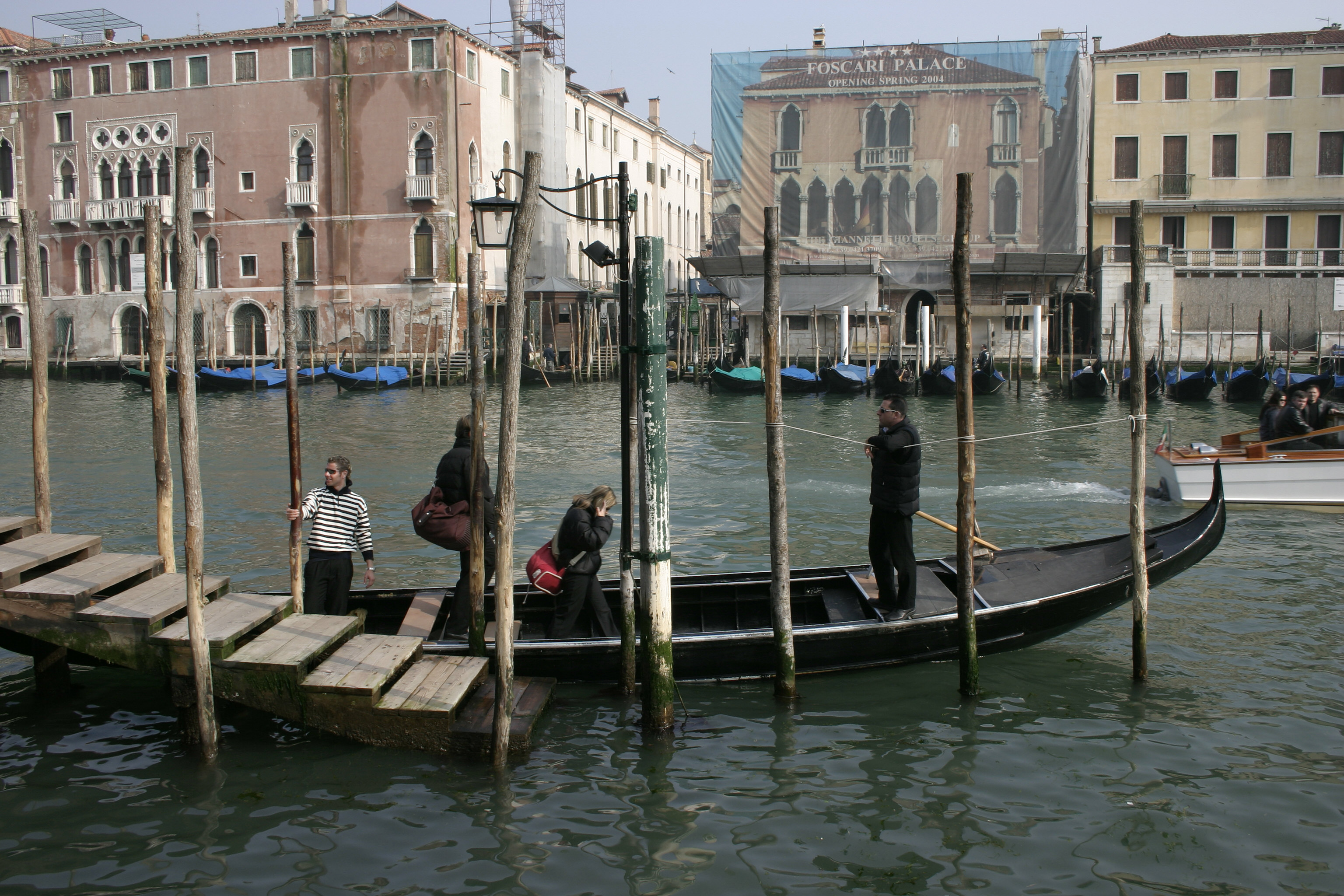
Traghetto sur le Grand Canal.

Le traghetto permet de traverser le Grand Canal sur des grandes gondoles, manœuvrées par deux gondoliers et pouvant transporter jusqu'à 14 personnes.
Les emplacement reliés sont :
- Ferrovia – San Simeone Piccolo
- San Marcuola – Fondaco dei Turchi
- Santa Sofia – Pescaria
- Fondamenta del Vin – Riva del Carbon
- San Tomà – Sant'Angelo, San Barnaba
- San Samuele, San Gregorio – Santa Maria Zobenigo

## Historique

### Premières installations
Le Grand Canal suit probablement le cours d'une ancienne rivière (peut-être un bras de la Brenta) s'écoulant dans la lagune. Avant l'époque romaine, les Vénitiens vivent le long d'un cours d'eau nommé Rio Businiacus. Sous les empires romain et byzantin, la lagune se peuple. Au début du IXe siècle, le doge déplace sa résidence de Malamocco vers l'île centrale de Rialto, plus sûre.
L'augmentation du trafic commercial trouve dans le Grand Canal, relativement profond, un port-canal accessible et sûr. Des opérations de drainage ont révélé que le Grand Canal est alors plus grand qu'actuellement, et s'écoule entre de petites îles soumises à la marée et reliées par des ponts de bois.

### Fondachi

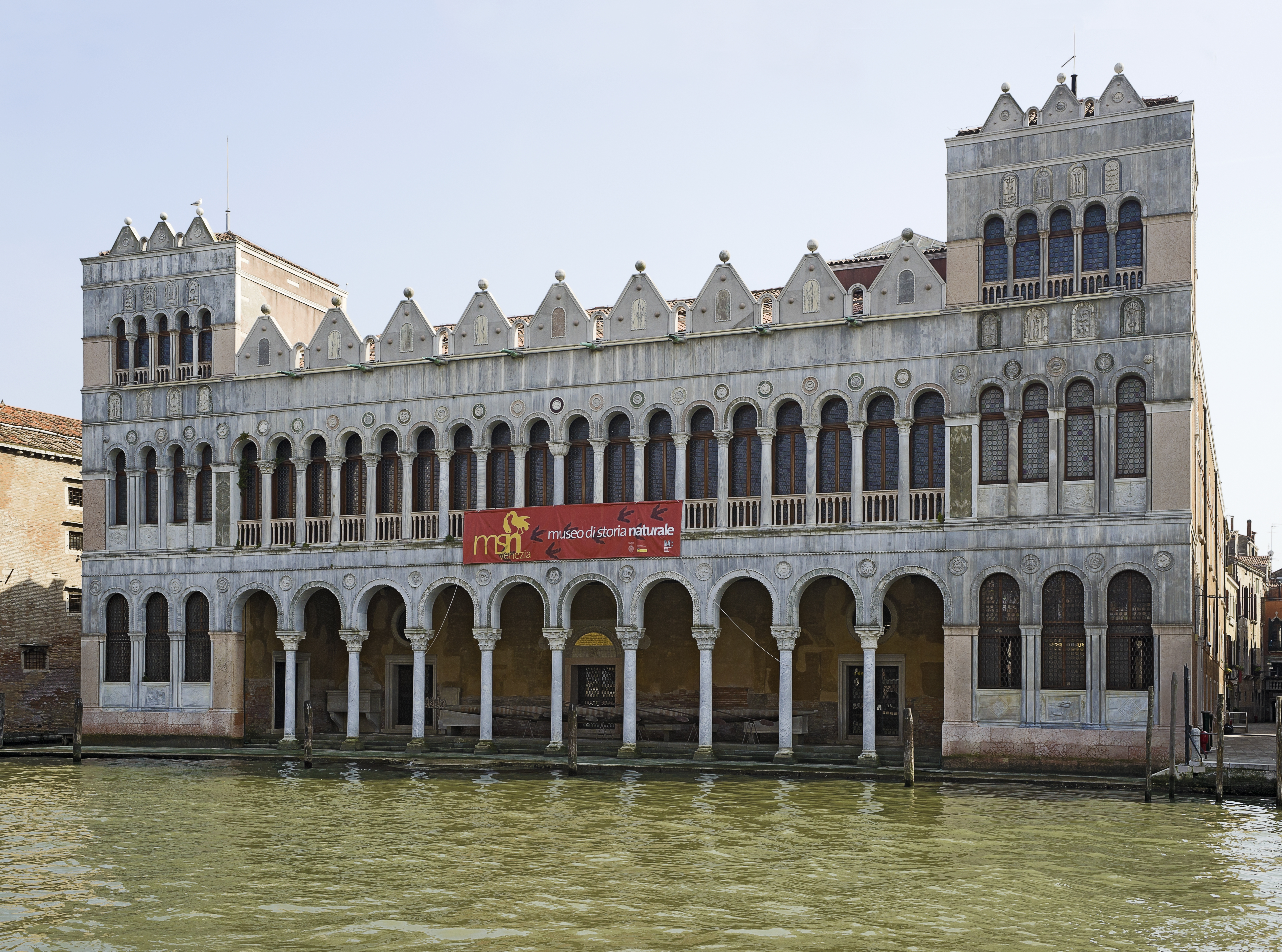
Le fondaco dei Turchi, entrepôt des Turcs, datant du XIIIe siècle.

Le long du Grand Canal se construisent des fondachi, édifices combinant un entrepôt et la résidence du commerçant. Un portique couvre la rive et facilite le chargement des marchandises. Un couloir en part, flanqué de réserves, vers une cour. De façon similaire, au premier étage, une loggia aussi grande que le portique illumine le hall qui s'ouvre dans les pièces du marchand. Une mezzanine basse comportant des bureaux sépare les deux étages.
Le fondaco possède parfois deux tourelles défensives latérales (torreselle), comme dans le fondaco dei Turchi (entrepôt des Turcs, XIIIe siècle). Avec le fondaco des Tedeschi (entrepôts des Allemands, également situé sur le Grand Canal), il reflète le grand nombre de marchands étrangers travaillant à Venise.
D'autres bâtiments publics sont construits le long du canal au Rialto : des palais pour les magistrats commerciaux et financiers (palazzo dei Camerlenghi et palazzo dei Dieci Savi) et une monnaie. En 1181, Nicolò Barattieri construit un pont flottant reliant le Rialto à la Mercerie, remplacé par la suite par un pont en bois comportant des échoppes. Les entrepôts de farine et de sel sont plus périphériques.

### Style vénitien-byzantin
De l'empire Byzantin sont importées des sculptures, frises, colonnes et chapiteaux afin de décorer les fondachi des familles patriciennes. L'art byzantin se combine avec les éléments précédents pour former un style vénitien-byzantin ; en architecture, il est caractérisé par de grandes loggias avec des arches rondes ou allongées et par une abondance de marbre polychrome.
Le long du Grand Canal, ces éléments sont préservés dans les Ca' Farsetti, Ca' Loredan et Ca' da Mosto, des XIIe et XIIIe siècles. Pendant cette période, le Rialto connait une période de construction intense, déterminant la configuration du Grand Canal et des zones avoisinantes.
La quatrième croisade, avec le butin du sac de Constantinople (1204), conduit Venise à recevoir une influence orientale jusqu'à la fin du XIVe siècle.

### Gothique vénitien

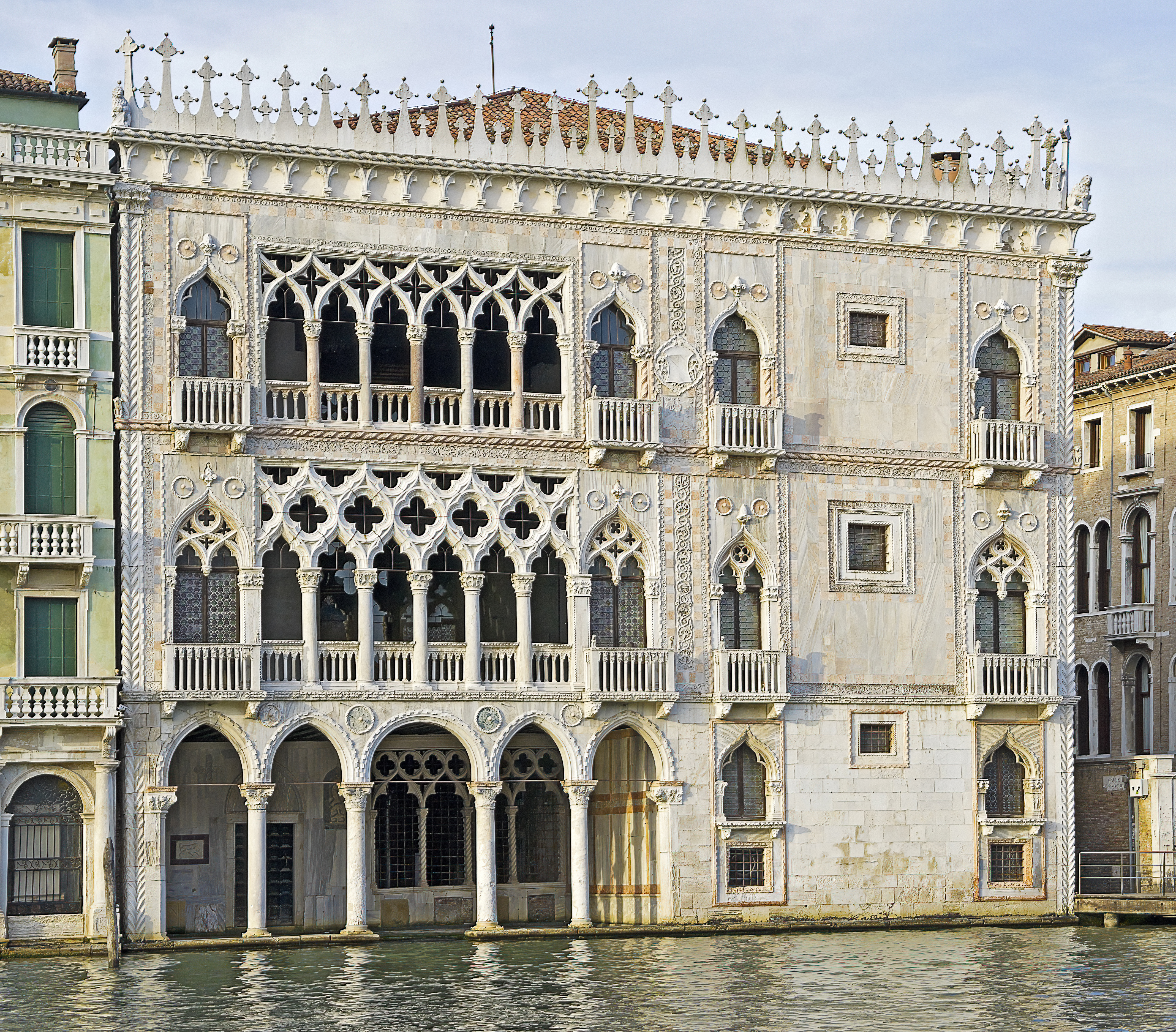
La Ca' d'Oro.

L'architecture gothique vénitienne, un type de gothique flamboyant, débute avec la façade sud du palais des Doges. Il se retrouve dans les portiques et les loggias des fondachi : les colonnes sont plus files, les arches rondes sont remplacées par des arches en pointe, en accolade ou en lobes. Les portiques comportent des lobes en marbre ou des formes similaires. Les façades sont enduites de vives couleurs.
Les panneaux de marbres, parfois qualifiés de « dentelle », se diffusent rapidement le long du Grand Canal. Parmi les palais du XVe siècle en présentant, on trouve la Ca' d'Oro, le palais Bernardo, la Ca' Foscari, le palais Pisani Moretta, le Palazzi Barbaro et le palais Cavalli-Franchetti.

### Renaissance
Au début du XVe siècle, l'architecture Renaissance apparait dans des édifices comme la palais Dario ou le palais Corner Spinelli ; ce dernier est dessiné par Mauro Codussi, pionnier de ce style à Venise. La Ca' Vendramin Calergi, un autre de ses projets, possède de nombreux fenêtres en marbre et comporte des colonnes des trois ordres classiques.
Cette architecture est plus évidente dans les projets de Jacopo Sansovino, qui arrive de Rome en 1527. Le long du canal, il dessine le palais Corner et le palais Dolfin Manin, connus pour leur caractère grandiose, l'agencement horizontal de leur façade blanche et leur développement autour d'une cour centrale. Le palais Papadopoli et le palais Grimani di San Luca sont d'autres édifices renaissances. Les façades de nombreux palais de cette période possède des fresques peintes par Le Pordenone, Le Tintoret et Paul Véronèse.

### Baroque vénitien

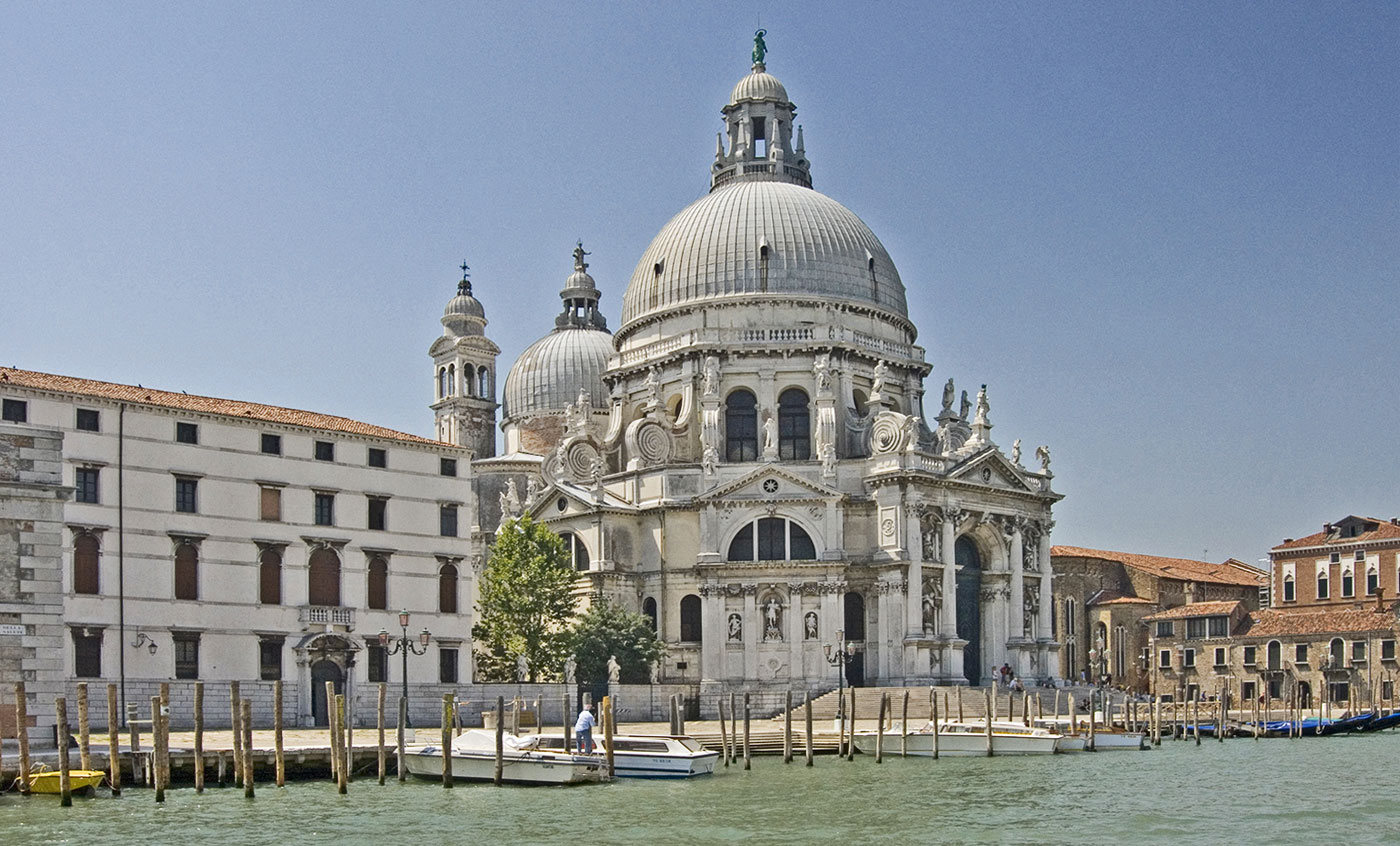
La basilique Santa Maria della Salute.

En 1582, Alessandro Vittoria commence la construction du palais Balbi, dans lequel des éléments baroques peuvent être reconnus : corniches travaillées, frontons brisés, motifs ornementaux.
Le principal architecte baroque de Venise est Baldassare Longhena. En 1631, il commence la construction de la basilique Santa Maria della Salute. Il dessine ensuite deux palais, la Ca' Pesaro et la Ca' Rezzonico, et l'église Santa Maria di Nazareth. Il ne voit aucun de ses bâtiments terminés ; hormis la basilique, tous sont modifiés après sa mort.
Les XVIe et XVIIe siècles amorcent le déclin de la République, mais voient cependant culminer l'activité architecturale du Grand Canal. Ceci peut partiellement s'expliquer par le nombre important de familles accédant au statut de patriciennes par le paiement d'énormes sommes d'argent à la République, qui connait des difficultés financières. Une fois ce statut atteint, ces familles se construisent des résidences sur le Canal, incitant les familles plus anciennes à rénover les leurs.

### Architecture néoclassique
Les architectures néoclassiques le long du Canal datent du XVIIIe siècle : l'Église San Simeone Piccolo est construite pendant la première moitié, avec un portique corinthien, un plan central et un dôme de cuivre se terminant en coupole. Le palais Grassi est bâti pendant la deuxième moitié du siècle.

### Époque moderne

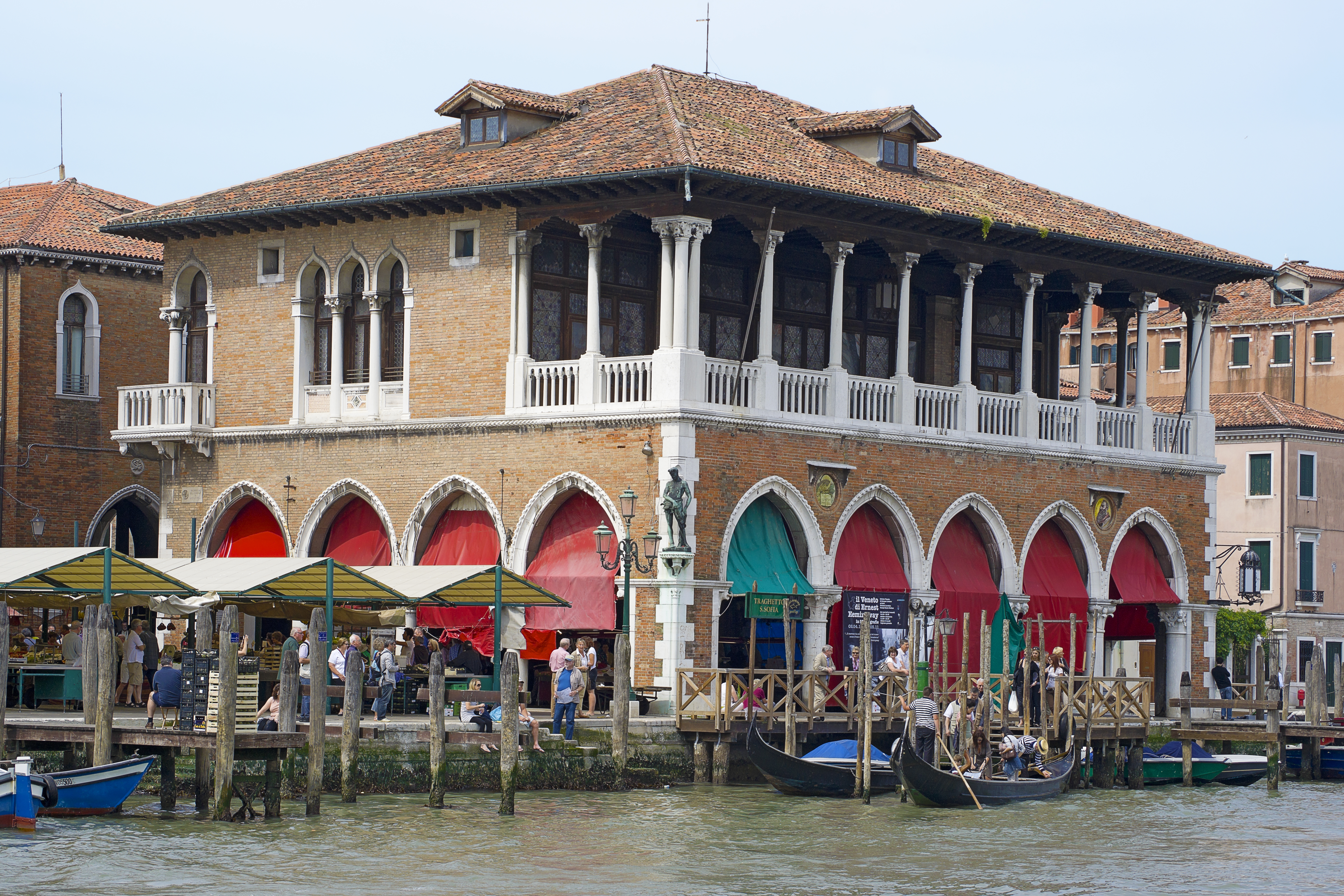
La Pescheria du Rialto.

Après la chute de la République en 1797, les constructions sont suspendues à Venise, un fait symbolisée par l'église San Marcuola, inachevée, et le palais Venier dei Leoni. Plusieurs palais sont démolis, mais la plupart survivent et des restaurations efficaces préservent leur apparence du XVIIIe siècle. Les plus importants sont propriété publique et hébergent des institutions ou des musées.
Les bâtiments religieux subissent les conséquences de la suppression des ordres religieux décrétée par Napoléon Ier dans le royaume d'Italie. De nombreuses églises et monastères sont privées de leurs meubles et œuvres d'art, et changent de fonction (comme l'église Santa Maria della Carità, qui abrite les Gallerie dell'Accademia) ou sont démolies. Le complexe de Santa Lucia est rasé pour construire la gare.
La période du royaume d'Italie (1861-1946) voit la construction recommencer le long du Grand Canal tout en respectant les édifices existants, souvent reproduits dans des architectures néogothiques comme la Pescheria du Rialto.

## Événements

### Régate historique

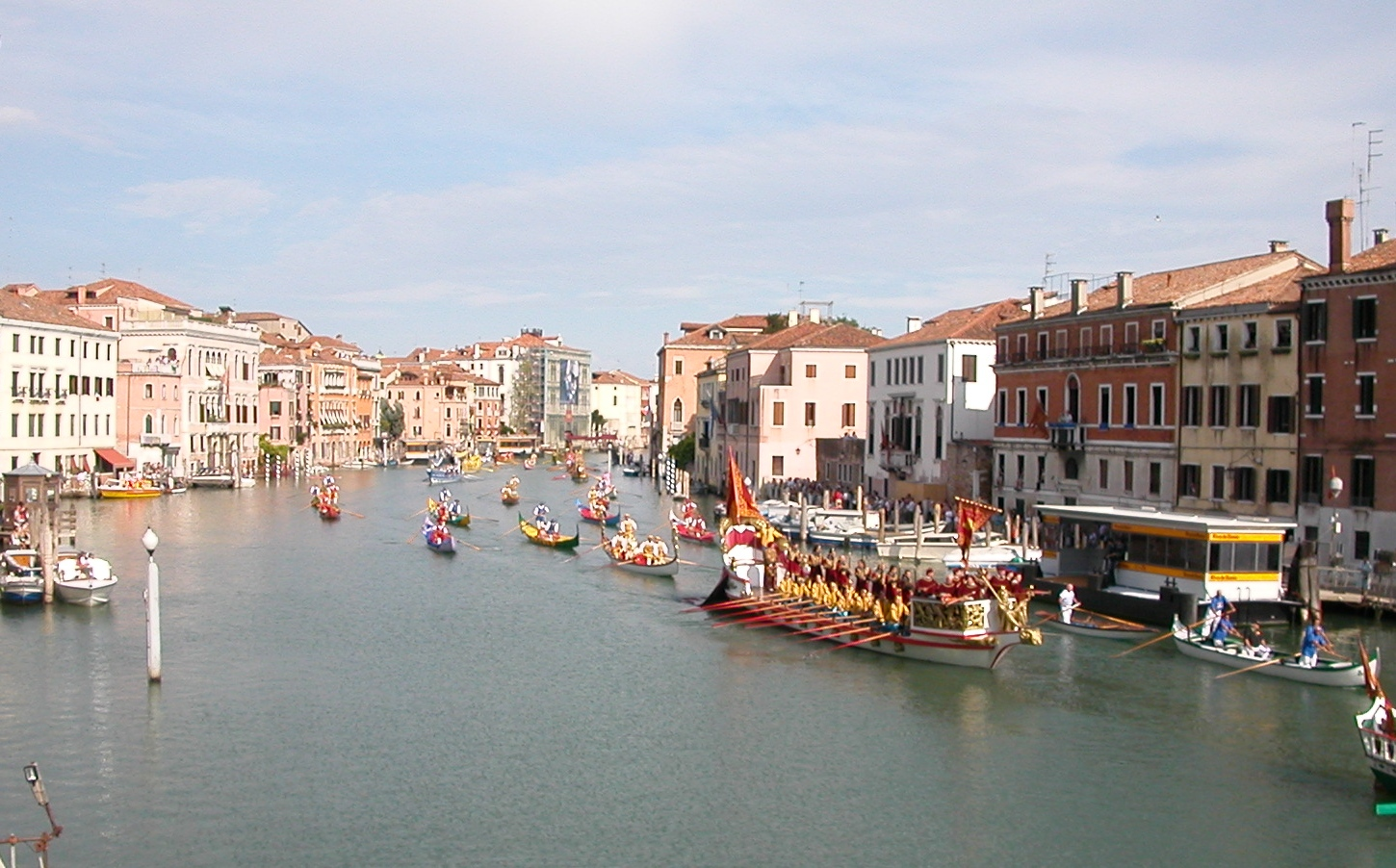
Édition 2008 de la régate historique.

La régate historique se déroule chaque année, le premier dimanche de septembre. Elle met en scène une série de courses entre embarcations vénitiennes le long du Grand Canal.

### Fête de la Salute

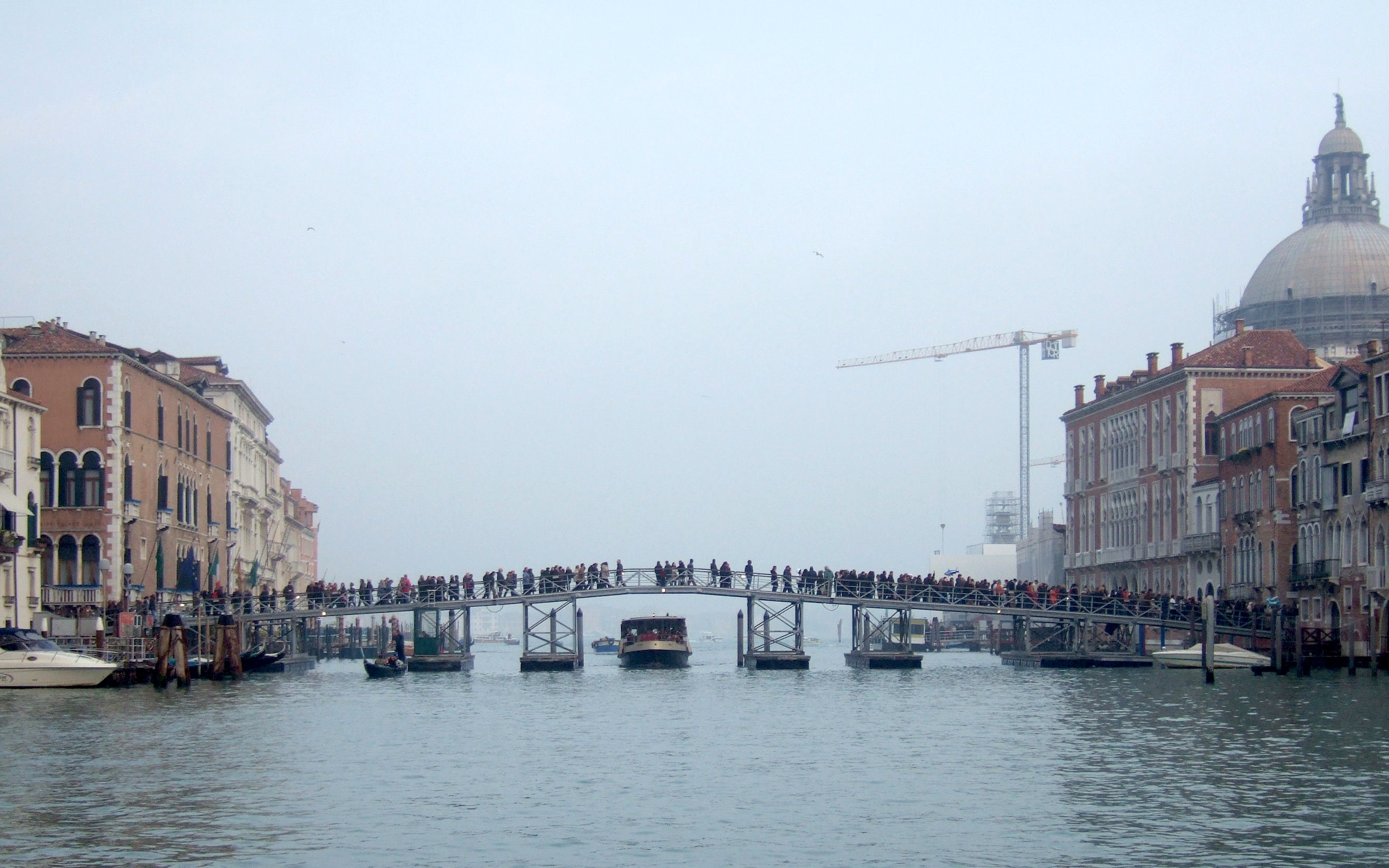
Pont de la Salute.

La fête de la Salute se tient chaque année, le 21 novembre. Elle commémore la fin de l'épidémie de peste de 1630 avec un pèlerinage à la basilique Santa Maria della Salute de Venise. Pour cette occasion, un pont temporaire est mis en place sur le Grand Canal.

## Itinéraire
| Rive droite                                            | Illus. | Illus. | Rive gauche                                                |
| ------------------------------------------------------ | ------ | ------ | ---------------------------------------------------------- |
| Pont de la Liberté                                     |        |        |                                                            |
| Ancien couvent de Santa Chiara                         |        |        |                                                            |
| Arrêt Piazzale Roma                                    |        |        |                                                            |
| Pont de la Constitution                                |        |        |                                                            |
| Rio Novo et ponte Santa Chiara                         |        |        |                                                            |
| Jardins Papadopoli                                     |        |        | Palais de la Région Veneto                                 |
| Rio dei Tolentini et ponte de la Croce                 |        |        |                                                            |
| Palais Emo Diedo                                       |        |        |                                                            |
| École des Tisseurs de laine                            |        |        | Appontement Ferrovia                                       |
| Église San Simeone Piccolo                             |        |        | Gare de Santa Lucia                                        |
| Palais Adoldo                                          |        |        |                                                            |
| Palais Foscari-Contarini                               |        |        | Église Santa Maria di Nazareth                             |
| Ponte degli Scalzi                                     |        |        |                                                            |
| Rio Marin                                              |        |        | Appontement de la gare                                     |
| Campo San Simeon Grande                                |        |        | Palais Calbo Crotta                                        |
| Ca'Polacco                                             |        |        | Hotel Principe                                             |
| Palais Gritti a Santa Crocce                           |        |        | Hotel Continental                                          |
|                                                        |        |        | Casa Cini                                                  |
|                                                        |        |        | Casa Seguso                                                |
|                                                        |        |        | Palais Flangini                                            |
| Palais Corner                                          |        |        | Scuola dei Morti                                           |
| Palais Donà Balbi                                      |        |        | Église San Geremia                                         |
| Palais Zen                                             |        |        | Palais Labia                                               |
| Appontement Riva di Biasio                             |        |        | Palazzo Labia                                              |
| Palais Marcello Toderini                               |        |        | Canal de Cannaregio                                        |
|                                                        |        |        | Palais Querini Papozze                                     |
| Rio de San Giovanni Decollato                          |        |        | Palais Correr Contarini Zorzi                              |
| Palais Giovanelli                                      |        |        | Palais Gritti Dandolo                                      |
| Casa Correr                                            |        |        | Église San Marcuola                                        |
| Traghetto Museo                                        |        |        | Traghetto San Marcuola                                     |
| Fontego dei Turchi                                     |        |        | Appontement de San Marcuola                                |
| Rio del Megio                                          |        |        | Rio de San Marcuola                                        |
| Fontego del Megio                                      |        |        | Casa Volpi                                                 |
| Palais Belloni Battagia                                |        |        | Ca' Vendramin Calergi                                      |
| Rio de Ca' Tron                                        |        |        |                                                            |
| Ca' Tron                                               |        |        | Palais Marcello                                            |
| Palais Duodo                                           |        |        | Palais Erizzo alla Maddalena                               |
| Palais Priuli Bon                                      |        |        | Palais Soranzo Piovene                                     |
| Appontement San Stae                                   |        |        | Palais Emo alla Maddalena                                  |
| Église de San Stae                                     |        |        | Palais Molin Querini                                       |
| Rio de la Rioda                                        |        |        | Palais Barbarigo et petit palais Barbarigo                 |
| Palais Coccina Giunti Foscarini Giovannelli            |        |        | Palazzo Zulian Priuli                                      |
| Palais Coccina Giunti Foscarini Giovannelli            |        |        | Palazzo Ruoda-Boldù                                        |
| Casa Rossi                                             |        |        | Palazzo Bragadin Velluti                                   |
| Rio de la Pergola                                      |        |        | Palazzo Gussoni Grimani                                    |
| Ca' Pesaro                                             |        |        | rio de Noal                                                |
| Rio de le do Torre                                     |        |        | Petit Palais da Lezze                                      |
| Palais Donà                                            |        |        | Palais Boldù                                               |
| Palais Correggio                                       |        |        | Palais Contarini Pisani                                    |
| Ca' Corner della Regina                                |        |        |                                                            |
| Ca' Favretto                                           |        |        | Rio de San Felice                                          |
| Rio de San Cassiano                                    |        |        | Palais Fontana Rezzonico                                   |
| Palazzetto Iona                                        |        |        | Palais Fontana Rezzonico                                   |
| Palazzetto Foroni                                      |        |        | Palais Giusti                                              |
| Palais Morosini Brandolin                              |        |        | Palais Giusti                                              |
| Quai dell'Olio                                         |        |        |                                                            |
|                                                        |        |        | Ca' d'Oro                                                  |
|                                                        |        |        | Appontement Ca' d'Oro                                      |
| Palais de la Pretura                                   |        |        | Palais Giustinian Pesaro                                   |
| Rio de le Becarie et ponte de la Pescaria              |        |        | Ca' Sagredo                                                |
| Pescheria                                              |        |        | Campo Santa Sofia                                          |
| Traghetto Pescaria                                     |        |        | Traghetto Santa Sofia                                      |
|                                                        |        |        | Petit Palais Foscari                                       |
| Place de la Pescaria                                   |        |        | Palais Michiel dalle Colonne                               |
|                                                        |        |        | Palais Michiel del Brusà                                   |
|                                                        |        |        | Palais Smith Mangilli Valmarana                            |
| Fabbriche Nuove di Rialto                              |        |        | Rio dei Santi Apostoli                                     |
|                                                        |        |        | ca' da Mosto                                               |
|                                                        |        |        | Palais Bollani Erizzo                                      |
|                                                        |        |        | Rio de San Giovanni Crisostomo                             |
|                                                        |        |        | Campiello del Remer                                        |
|                                                        |        |        | Palazzo Remer                                              |
|                                                        |        |        | Palazzo Sernagiotto                                        |
| Fabbriche Vecchie du Rialto                            |        |        | Palais Civran                                              |
| Fabbriche Vecchie du Rialto                            |        |        | Palais Perducci                                            |
| Fabbriche Vecchie du Rialto                            |        |        | Palais Ruzzini                                             |
|                                                        |        |        | Rio del Fontego dei Tedeschi                               |
| Palais des Camerlenghi                                 |        |        | Fontego dei Tedeschi                                       |
| Pont du Rialto                                         |        |        |                                                            |
| Palais dei Dieci Savi                                  |        |        | Riva del Ferro                                             |
|                                                        |        |        | Appontement Rialto                                         |
| Casa Sollotti                                          |        |        | Palais Dolfin Manin                                        |
| Fondamenta del Vin                                     |        |        | Rio de San Salvador et ponte Manin                         |
| Riva del Vin, 1097-98b                                 |        |        | Palais Bembo                                               |
|                                                        |        |        | Traghetto Rialto                                           |
| Traghetto San Silvestro                                |        |        | Ca' Loredan                                                |
| Casa Ravà                                              |        |        | Ca' Farsetti                                               |
| Palazzo Avogadro                                       |        |        |                                                            |
| Appontement San Silvestro                              |        |        | Palais Cavalli                                             |
|                                                        |        |        | Palais Corner Valmarana                                    |
| Palais Barzizza                                        |        |        | Palais Grimani de San Luca                                 |
| Palais Giustinian Businello                            |        |        |                                                            |
| Rio dei Meloni                                         |        |        | Rio de San Luca                                            |
| Palais Papadopoli                                      |        |        | Palais Corner Contarini dei Cavalli                        |
| Palais Papadopoli                                      |        |        | Palazzo Tron a San Beneto                                  |
| Palais Donà della Trezza                               |        |        | Palais D'Anna Viaro Martinengo Volpi di Misurata           |
| Palais Donà della Madoneta                             |        |        |                                                            |
| Rio de la Madoneta                                     |        |        | Palais Querini Benzon                                      |
| Palais Bernardo                                        |        |        | Rio de Ca' Michiel                                         |
| Palazzo Querini Dubois                                 |        |        | Palais Curti Valmarana                                     |
| Palais Grimani Marcello                                |        |        | Palazzo Corner Spinelli                                    |
| Ca' Cappello Layard Carnelutti                         |        |        | Pontile Sant'Angelo                                        |
| Rio de San Polo                                        |        |        | Casa Barocci                                               |
| Palais Barbarigo della Terrazza                        |        |        | Rio de Ca'Garzoni                                          |
| Palais Pisani Moretta                                  |        |        |                                                            |
|                                                        |        |        | Palazzo Garzoni                                            |
| Palais Tiepolo                                         |        |        | Traghetto Garzoni                                          |
| Ca' Tiepolo Passi                                      |        |        | Fondaco Marcello                                           |
| Palais Giustinian Persico                              |        |        | Palais Corner Gheltoff                                     |
| Rio de San Tomà                                        |        |        |                                                            |
| Traghetto San Tomà                                     |        |        |                                                            |
| Palais Marcello dei Leoni                              |        |        |                                                            |
| Palais Dolfin                                          |        |        | Palais_D'Anna_Viaro_Martinengo                             |
| Appontement San Tomà                                   |        |        | Ca' Mocenigo nova                                          |
| Palais Dandolo Paolucci                                |        |        |                                                            |
| Palais Civran Grimani                                  |        |        |                                                            |
| Rio de la Frescada                                     |        |        | Ca' Mocenigo Vecchia                                       |
| Palais Caotorta Angaran                                |        |        | Palais Contarini delle Figure                              |
| Palais Balbi                                           |        |        | Palais Erizzo Nani Mocenigo                                |
| Rio de Ca' Foscari                                     |        |        |                                                            |
| Ca' Foscari                                            |        |        | Palais Da Lezze                                            |
| Palazzi Giustinian                                     |        |        |                                                            |
| Ca' Bernardo                                           |        |        | Palais Moro-Lin                                            |
| Palais Bernardo Nani                                   |        |        |                                                            |
| Ca' Rezzonico                                          |        |        | Palazzo Grassi                                             |
| Rio de San Barnaba                                     |        |        | Église San Samuele                                         |
| Palais Contarini Michiel                               |        |        | Appontement San Samuele                                    |
| Appontement Ca' Rezzonico                              |        |        |                                                            |
| Appontement Ca' Rezzonico                              |        |        | Casa Francheschinis                                        |
| Traghetto San Barnaba                                  |        |        | Traghetto San Samuele                                      |
| Palazzetto Stern                                       |        |        | Palais Malipiero                                           |
| Rio del Malpaga                                        |        |        |                                                            |
| Palais Moro                                            |        |        | Palais Tecchio Mamoli                                      |
| Palais Loredan dell'Ambasciatore                       |        |        |                                                            |
| Casa Mainella                                          |        |        |                                                            |
| Rio de la Toletta et Rio de San Trovaso (V)            |        |        | Ca' del Duca                                               |
| Palazzo Contarini de Corfù                             |        |        |                                                            |
| Palazzo Contarini degli Scrigni                        |        |        | Rio del Duca                                               |
| Palais Mocenigo Gambara                                |        |        | Palais Falier (liagò)                                      |
| Palais Querini Vianello                                |        |        | Palais Giustinian Lolin                                    |
| Scuola Grande di Santa Maria della Carità              |        |        | Palais Civran Badoer Barozzi                               |
| Appontement Accademia                                  |        |        | Rio di San Vidal                                           |
| Ex-église de Santa Maria della Carità                  |        |        | Campo San Vidal                                            |
| Pont de l'Académie                                     |        |        |                                                            |
| Palais Brandolin Rota                                  |        |        | Palais Cavalli-Franchetti                                  |
| Palais Contarini Polignac                              |        |        | Rio dell'Orso                                              |
| Palais Balbi Valier                                    |        |        | Palais Barbaro                                             |
| Palais Loredan                                         |        |        | Palais Benzon Foscolo                                      |
| Rio de San Vio                                         |        |        | Palazzetto Pisani                                          |
| Campo San Vio                                          |        |        | Rio del Santissimo                                         |
| Palais Barbarigo                                       |        |        | Palais Succi                                               |
| Palais Da Mula Morosini                                |        |        | Casa Stecchini                                             |
| Palais Centan(n)i Morosini                             |        |        | Palais Chiodo                                              |
| Ca' Biondetti                                          |        |        | Casina delle Rose                                          |
| Palazzo Venier dei Leoni (collection Peggy Guggenheim) |        |        | Palazzo Corner della Ca' Granda                            |
| Rio du Toresele                                        |        |        | Rio de San Maurizio                                        |
| Palais Dario                                           |        |        | Palais Minotto                                             |
| Palais Barbaro Wolkoff                                 |        |        | Palais Barbarigo                                           |
| Rio della Fornace                                      |        |        | Rio de Santa Maria Zobenigo                                |
| Palais Salviati                                        |        |        | Appontement Santa Maria del Giglio Palazzo Marin Contarini |
| Palais Orio Semitecolo Benzon                          |        |        | Palais Venier Contarini                                    |
| Traghetto S.Gregorio                                   |        |        | Traghetto S.Maria del Giglio                               |
| Casa Santomaso                                         |        |        | Palais Pisani Gritti                                       |
| Palazzo Genovese                                       |        |        | Rio de l'Alboro                                            |
| Abbazia San Gregorio                                   |        |        | Palais Flangini Fini                                       |
| Rio la Salute                                          |        |        | Morosini Ferro Manolesso                                   |
| Appontement Salute                                     |        |        | Palais Contarini Fasan                                     |
| Basilique Santa Maria della Salute                     |        |        | Palais Venier Contarini                                    |
| Basilique Santa Maria della Salute                     |        |        | Palais Michiel Alvisi                                      |
| Basilique Santa Maria della Salute                     |        |        | Palais Badoer Tiepolo                                      |
| Séminaire Patriarcal                                   |        |        | Palais Treves de Bonfili                                   |
| Séminaire Patriarcal                                   |        |        | Rio de San Moisè                                           |
| Pointe de la Douane de Mer                             |        |        | Hôtel Bauer                                                |
|                                                        |        |        | Palazzo Giustinian                                         |
|                                                        |        |        | Palais Vallaresso Erizzo                                   |
|                                                        |        |        | Harry's Bar (Capitaneria di Porto)                         |
|                                                        |        |        | Appontement San Marco Vallaresso                           |
|                                                        |        |        | Fonteghetto della Farina                                   |
|                                                        |        |        | Venice Pavilion                                            |

## Le Grand Canal, vu par les peintres

Guardi
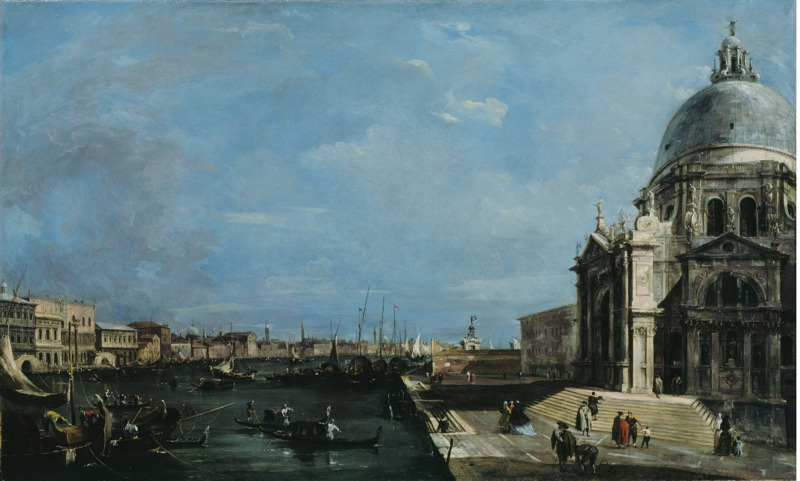
1755-1765, Le Grand Canal à Venise Art Institute of Chicago.
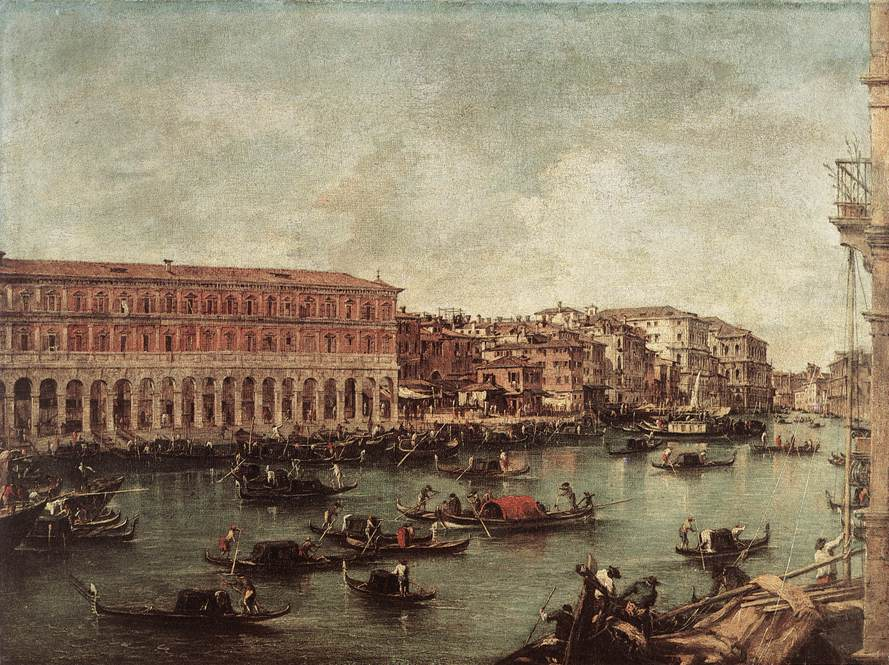
1756-1760, Grand Canal avec les nouvelles constructions au Rialto. Pinacothèque de Brera, Milan.
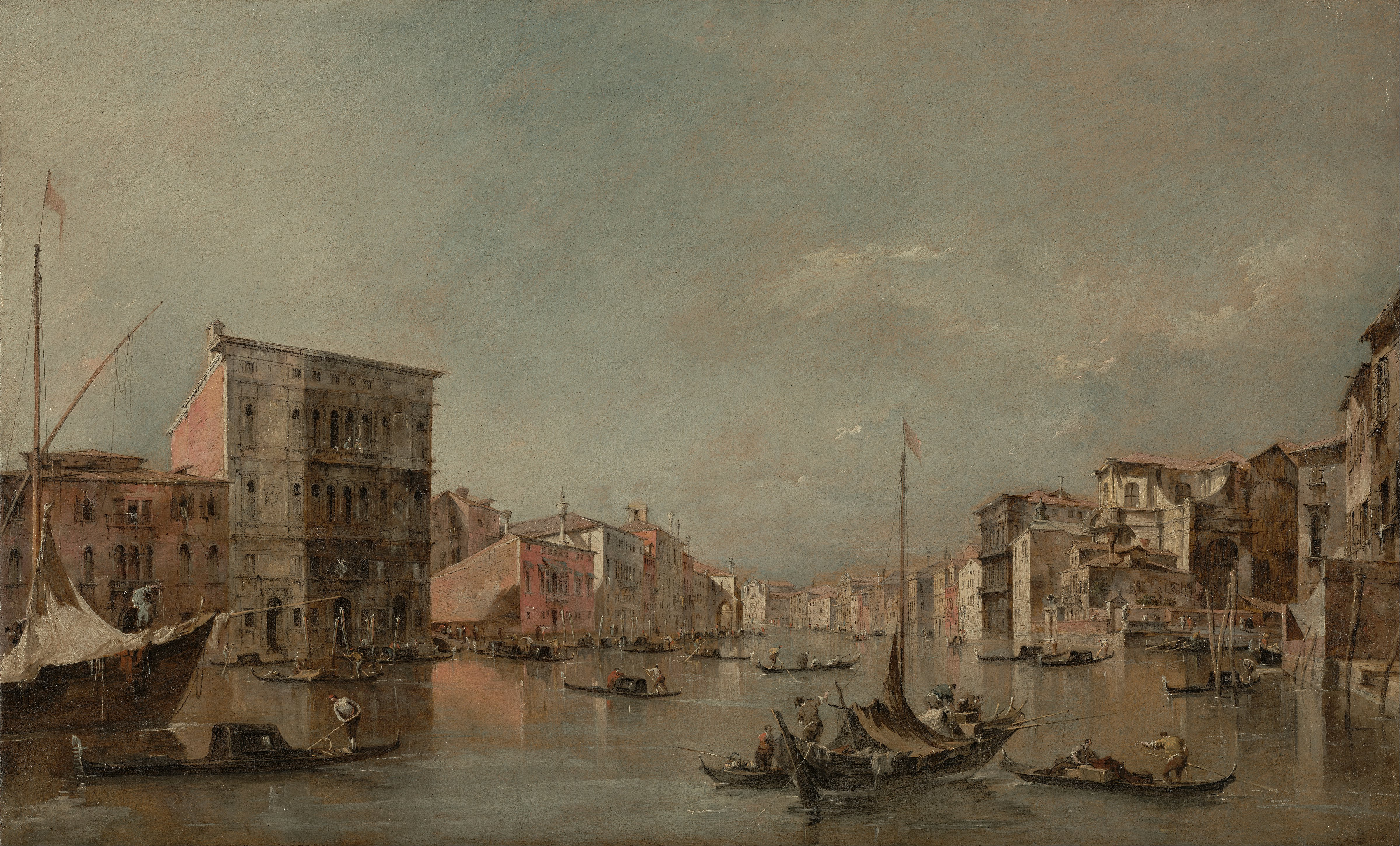
vers 1768, Le Grand Canal à Venise avec le palais Bembo. Getty Center, Los Angeles.
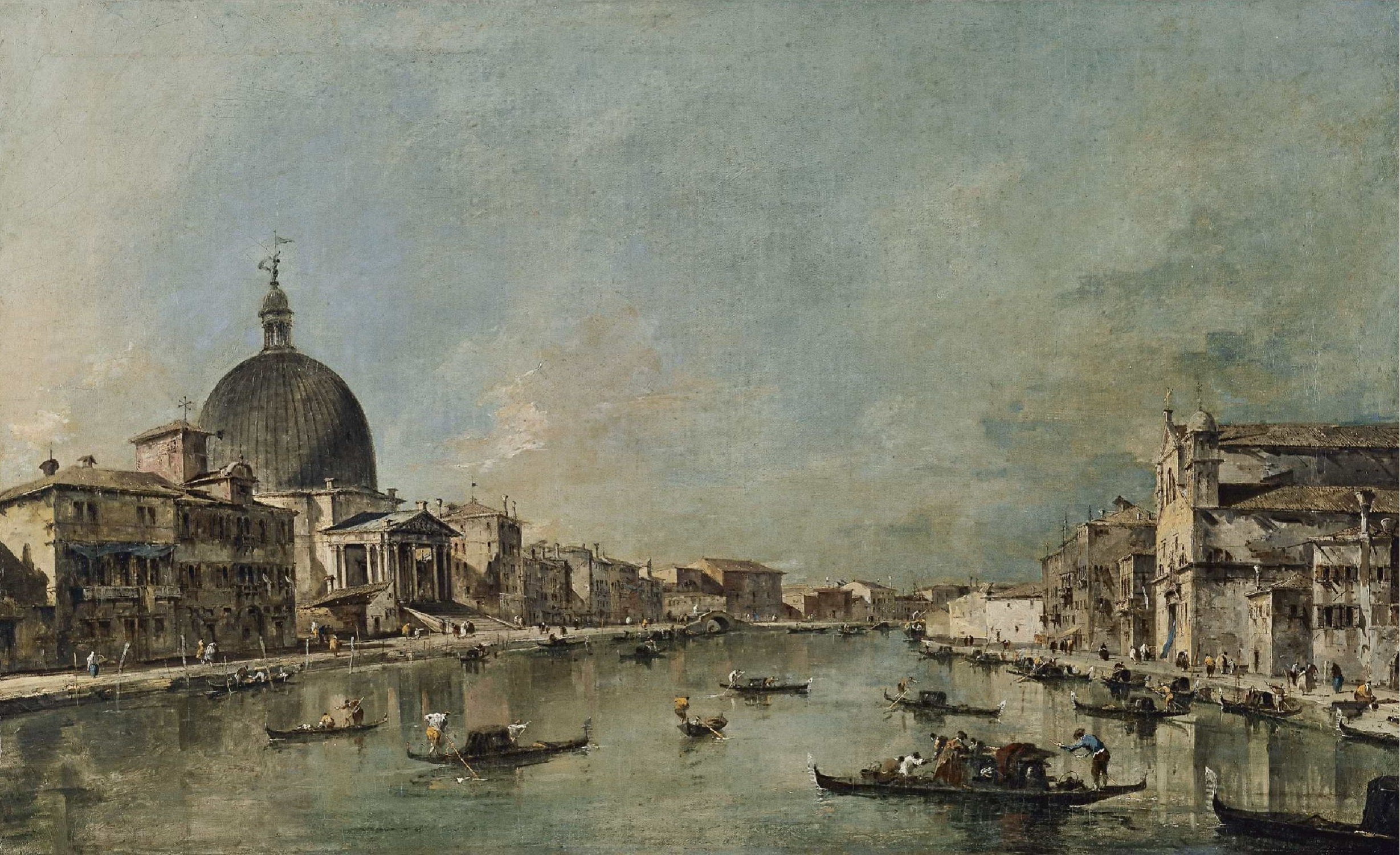
Vers 1780, Le Grand canal avec San Simone Piccolo et Santa Lucia. Musée Thyssen-Bornemisza, Madrid.
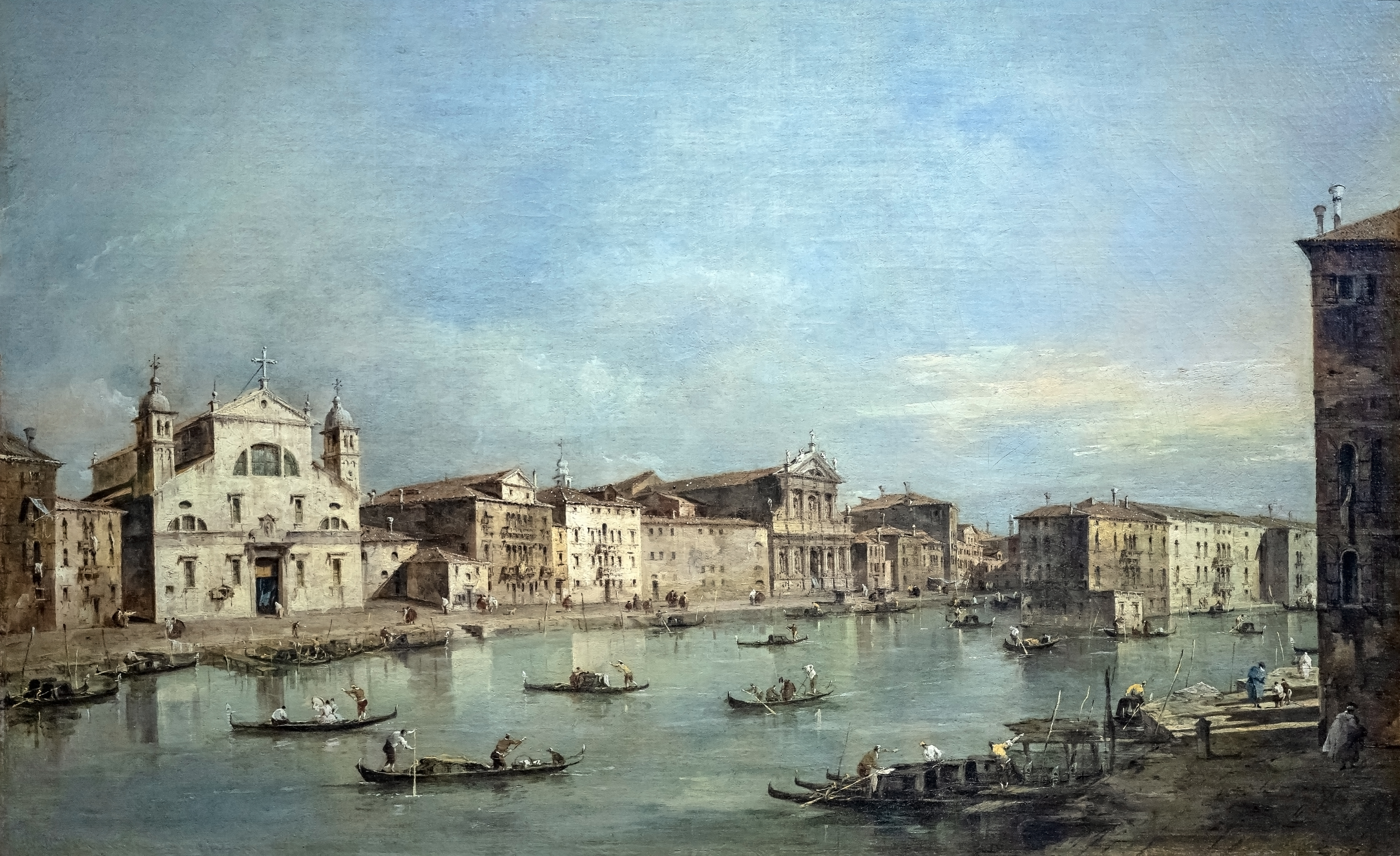
Vers 1780, Le Grand canal avec Santa Lucia et Santa Maria di Nazareth. Musée Thyssen-Bornemisza, Madrid.

Canaletto
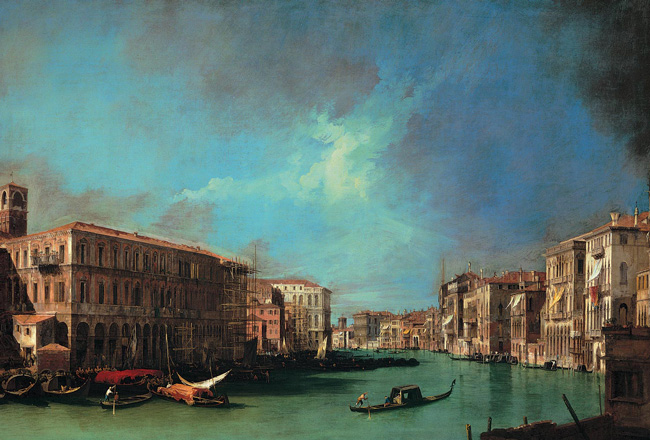
1725, Le Grand Canal près du pont du Rialto au nord, Pinacoteca Giovanni e Marella Agnelli.
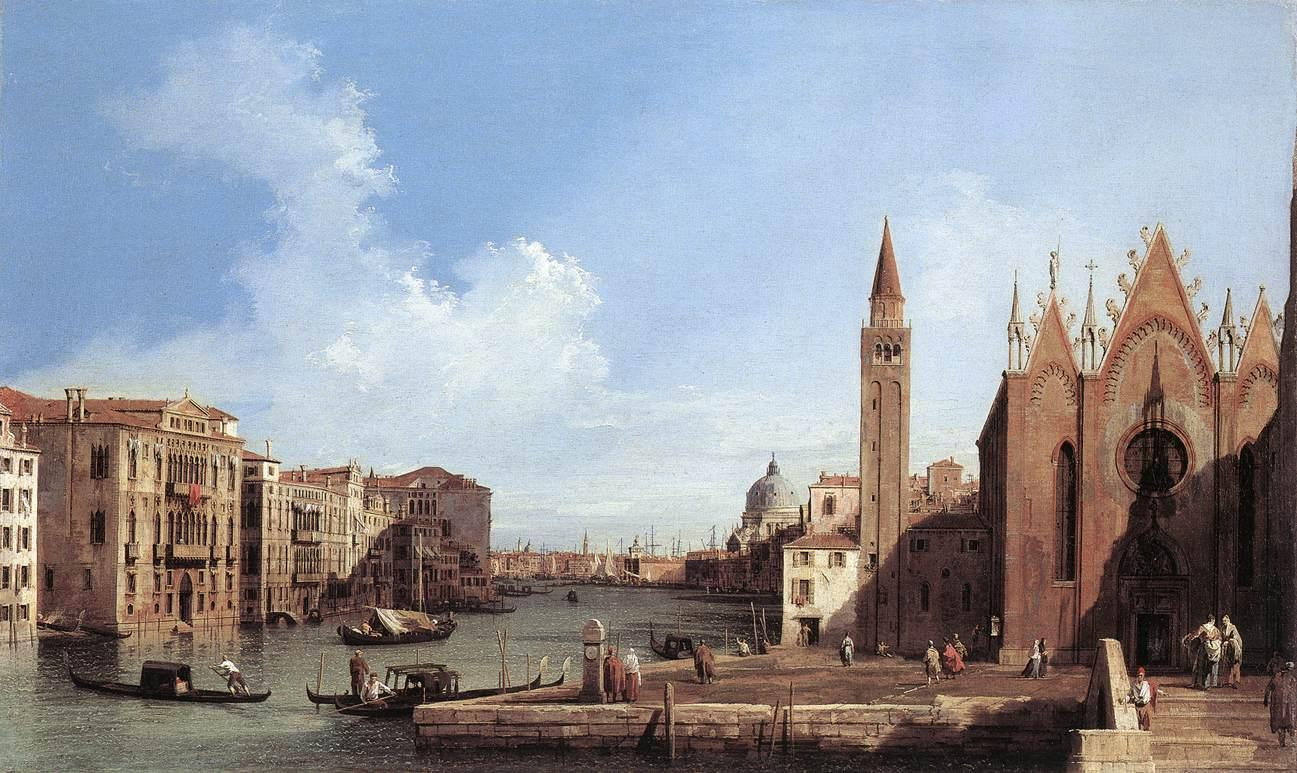
1727-1728, Le Grand Canal regardant à l’est de la Carità, Royal Collection. Aujourd'hui entrée de l'Accademia.
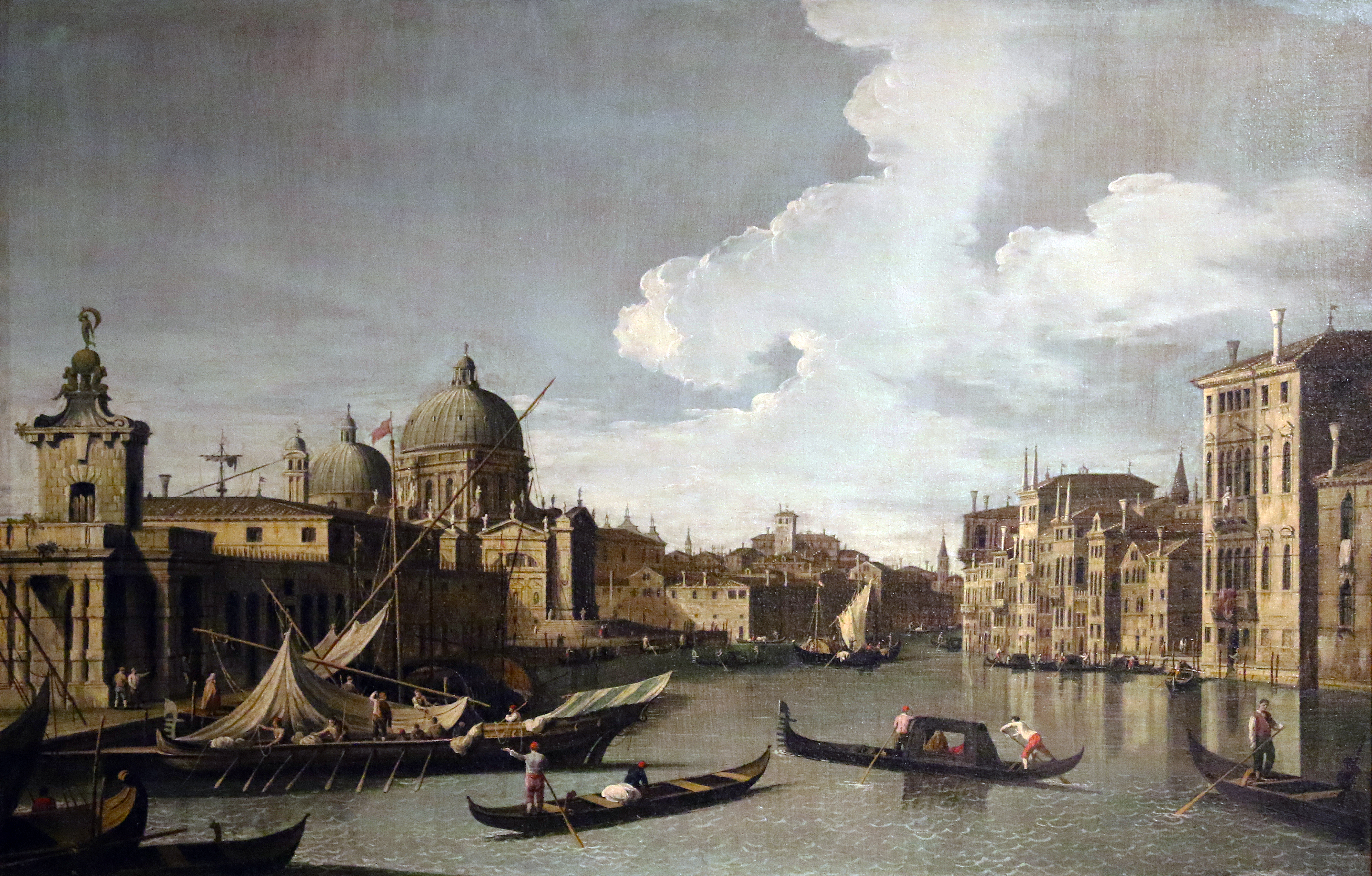
vers 1728 Le Grand Canal depuis le Palazzo Balbi, Académie Carrara.
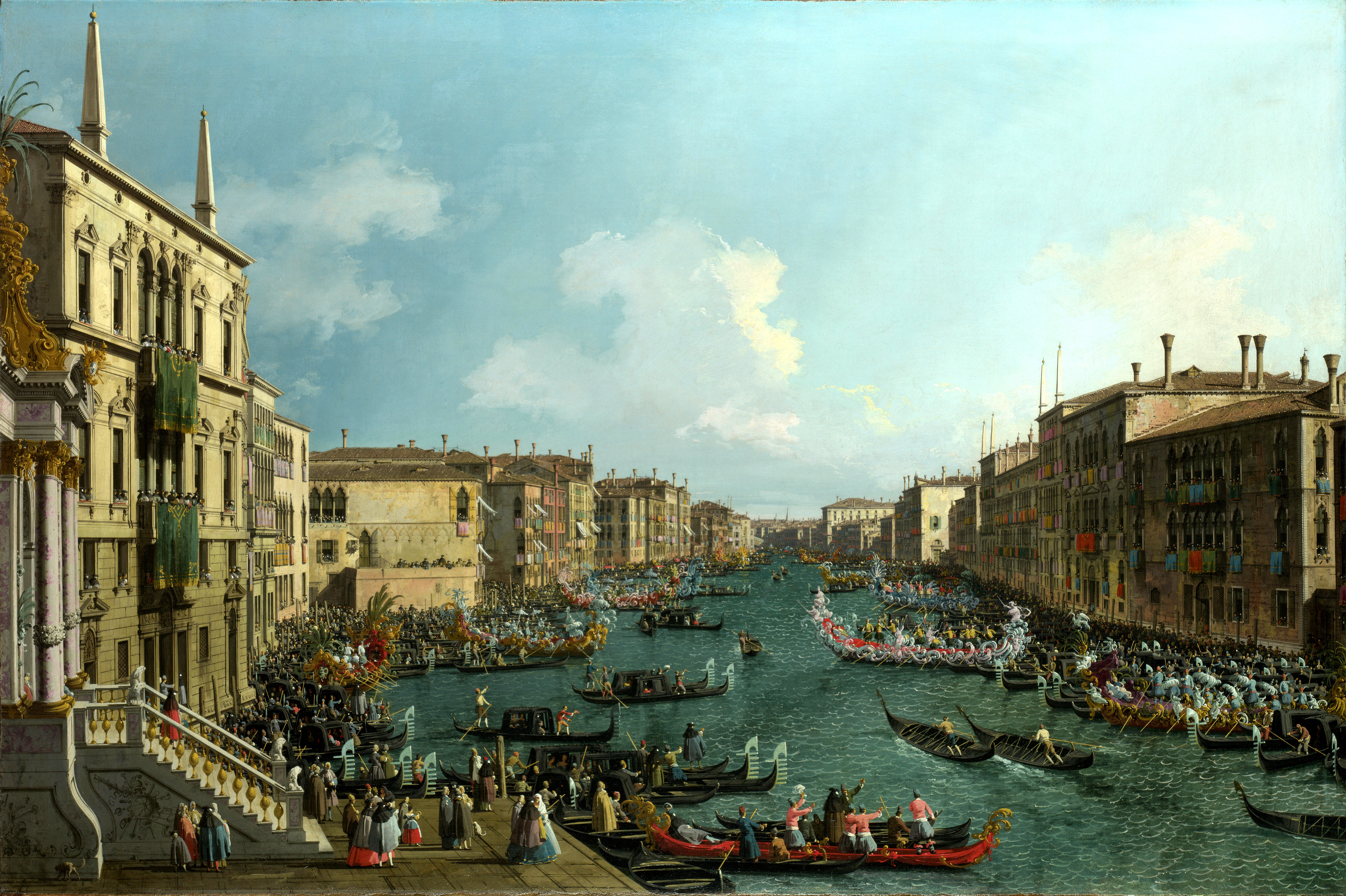
Vers 1735. Une régate sur le Grand Canal. National Gallery.
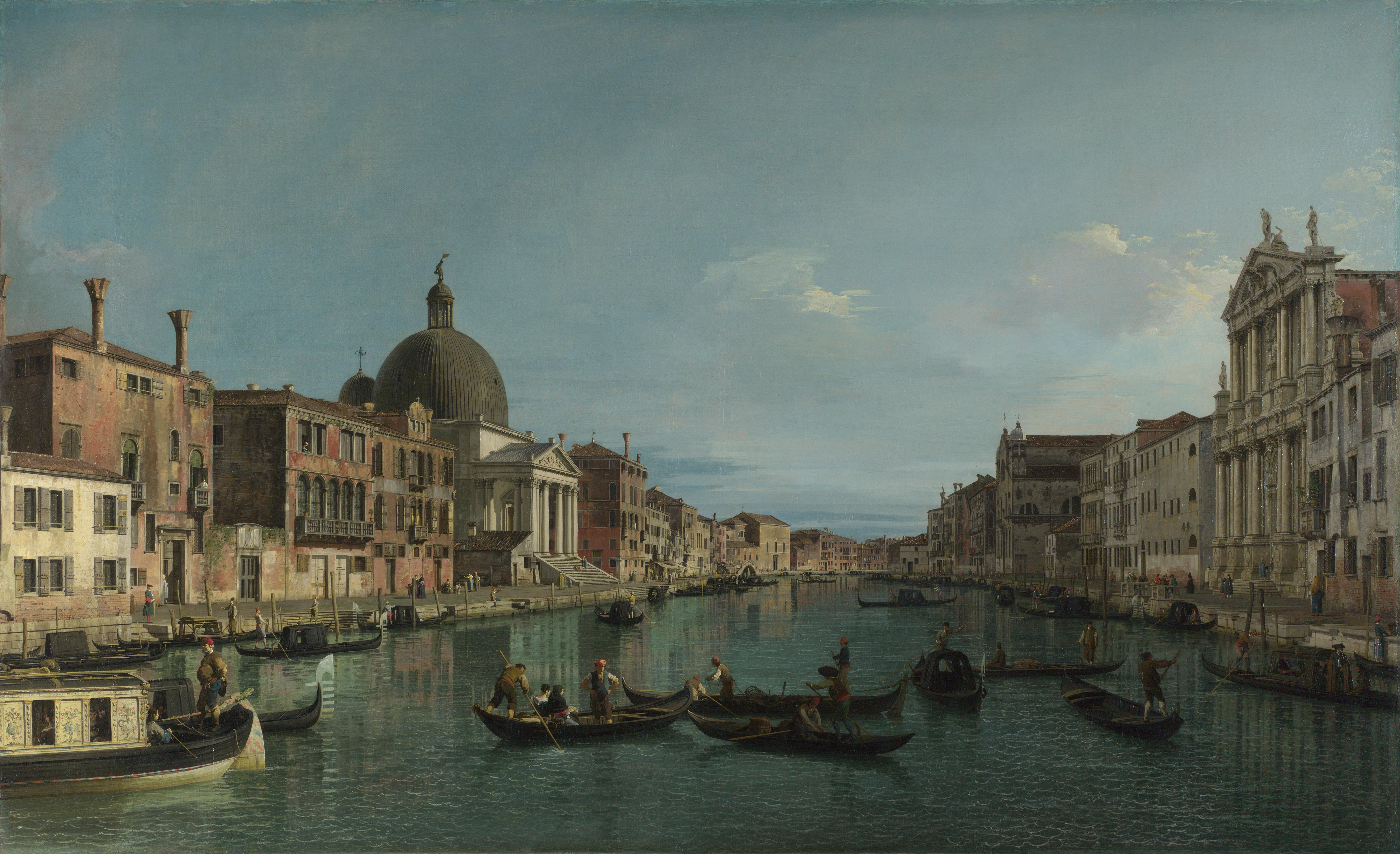
Vers 1740. Le Grand Canal supérieur avec S. Simeon Piccolo. National Gallery.

- Guardi
- 1755-1765, Le Grand Canal à Venise
Art Institute of Chicago.
- 1756-1760, Grand Canal
avec les nouvelles constructions au Rialto.
Pinacothèque de Brera, Milan.
- vers 1768, Le Grand Canal à Venise avec le palais Bembo.
Getty Center, Los Angeles.
- Vers 1780, Le Grand canal avec San Simone Piccolo et Santa Lucia.
Musée Thyssen-Bornemisza, Madrid.
- Vers 1780, Le Grand canal avec Santa Lucia et Santa Maria di Nazareth.
Musée Thyssen-Bornemisza, Madrid.

XIXe siècle
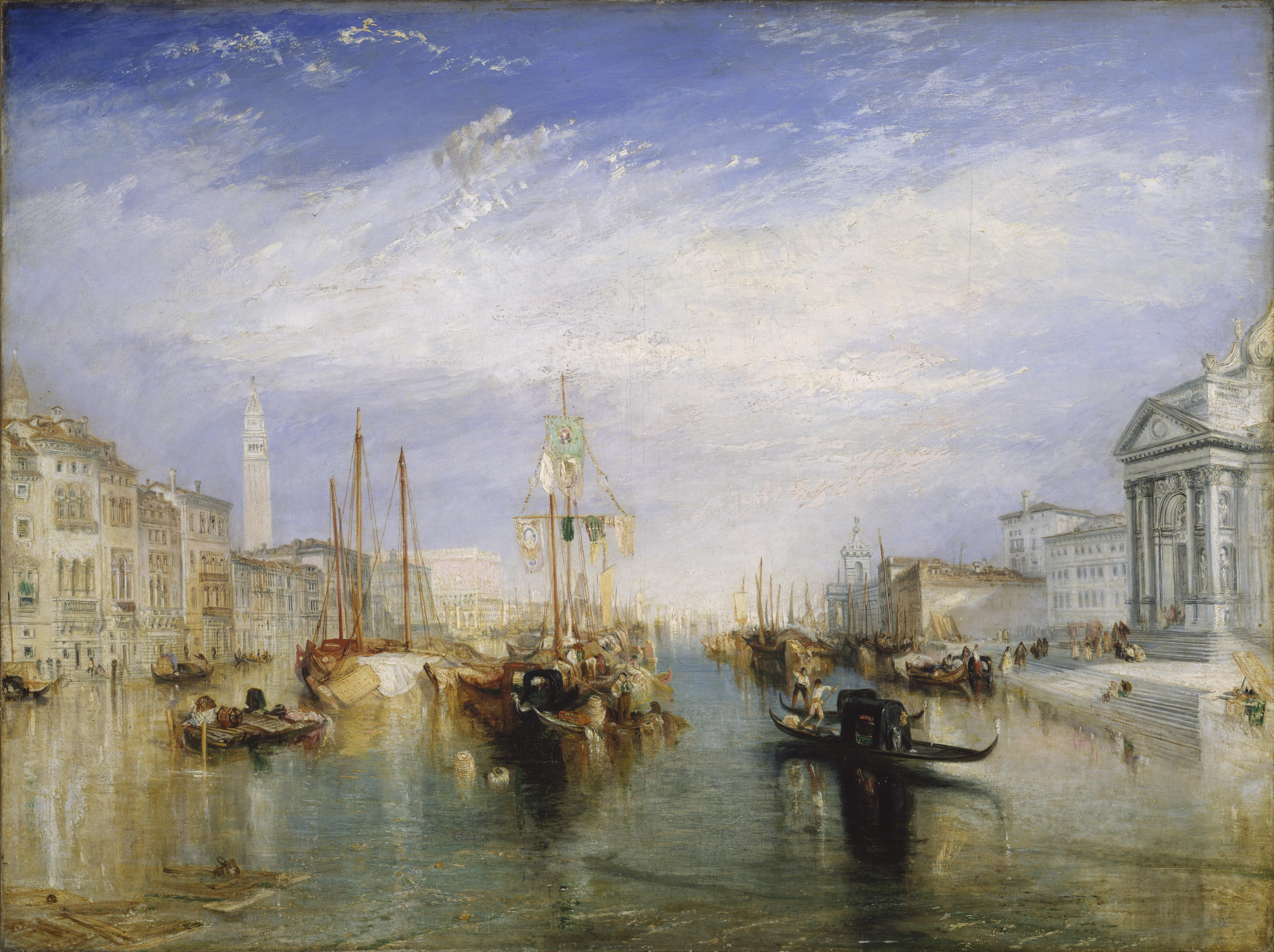
Joseph Mallord William Turner, 1835.
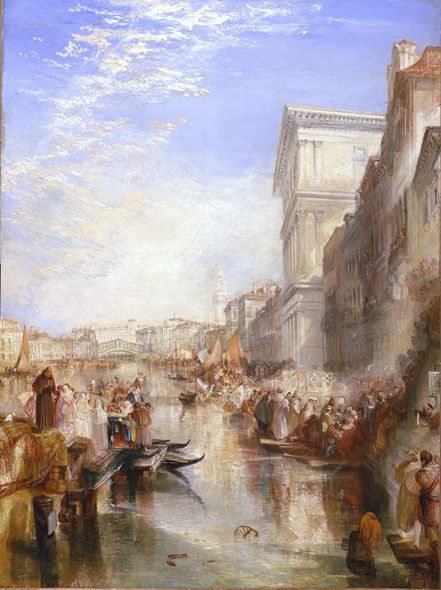
Joseph Mallord William Turner, 1837.
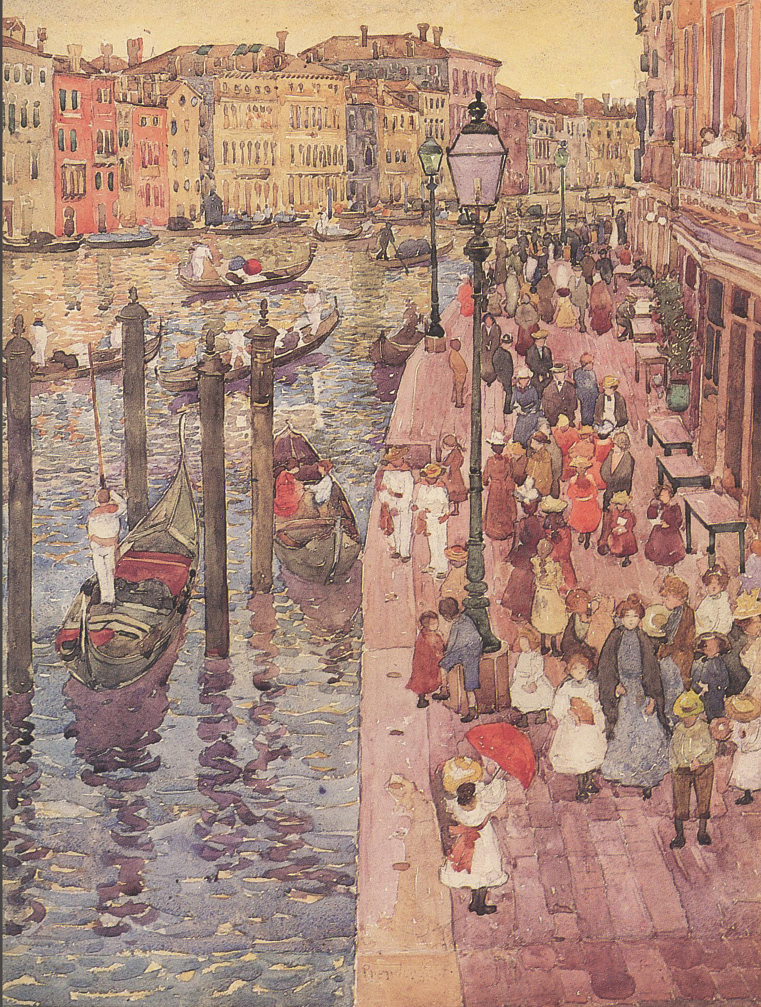
Maurice Prendergast - 1898 1899.
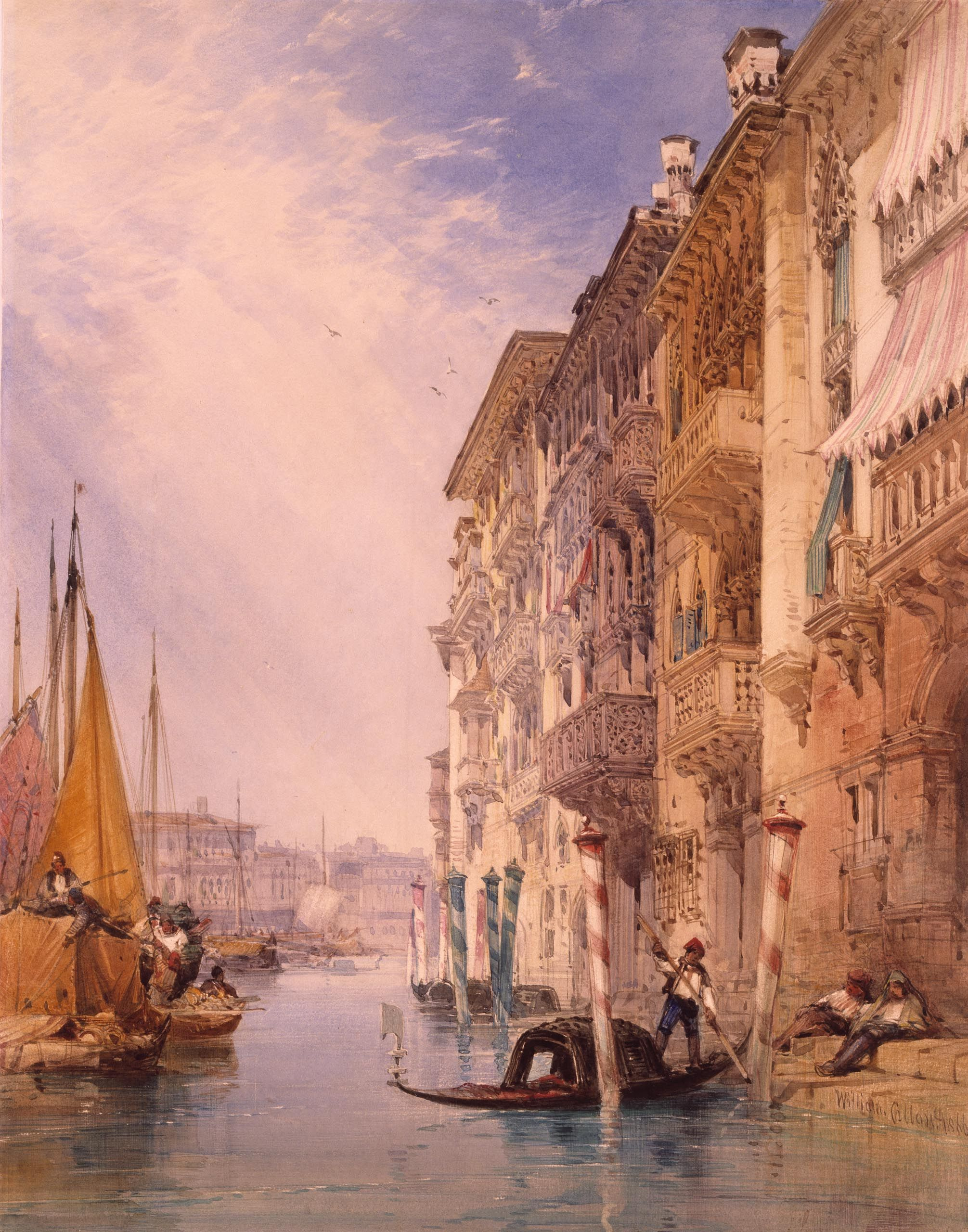
William Callow, 1866.
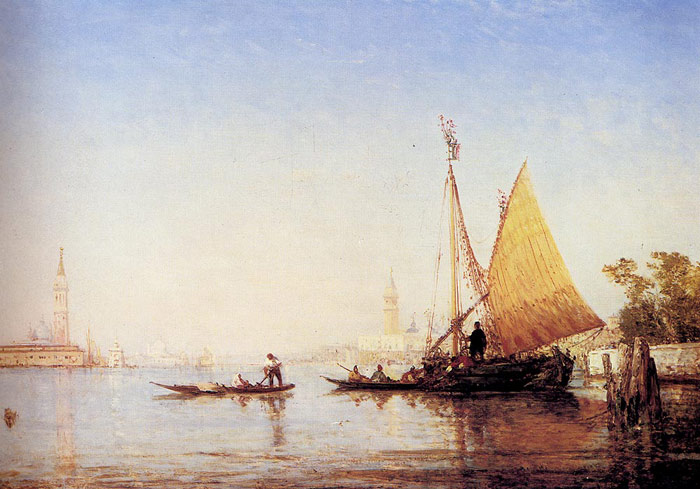
Félix Ziem.
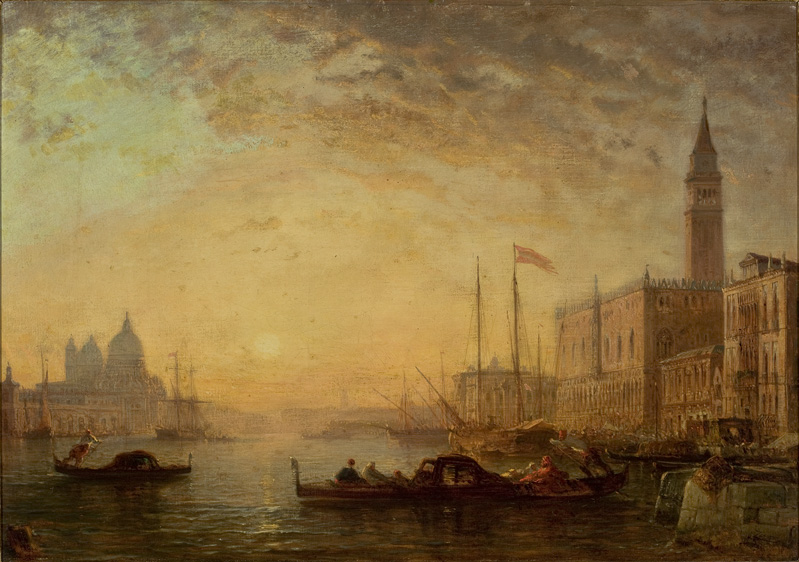
Félix Ziem - Fin XIXe.
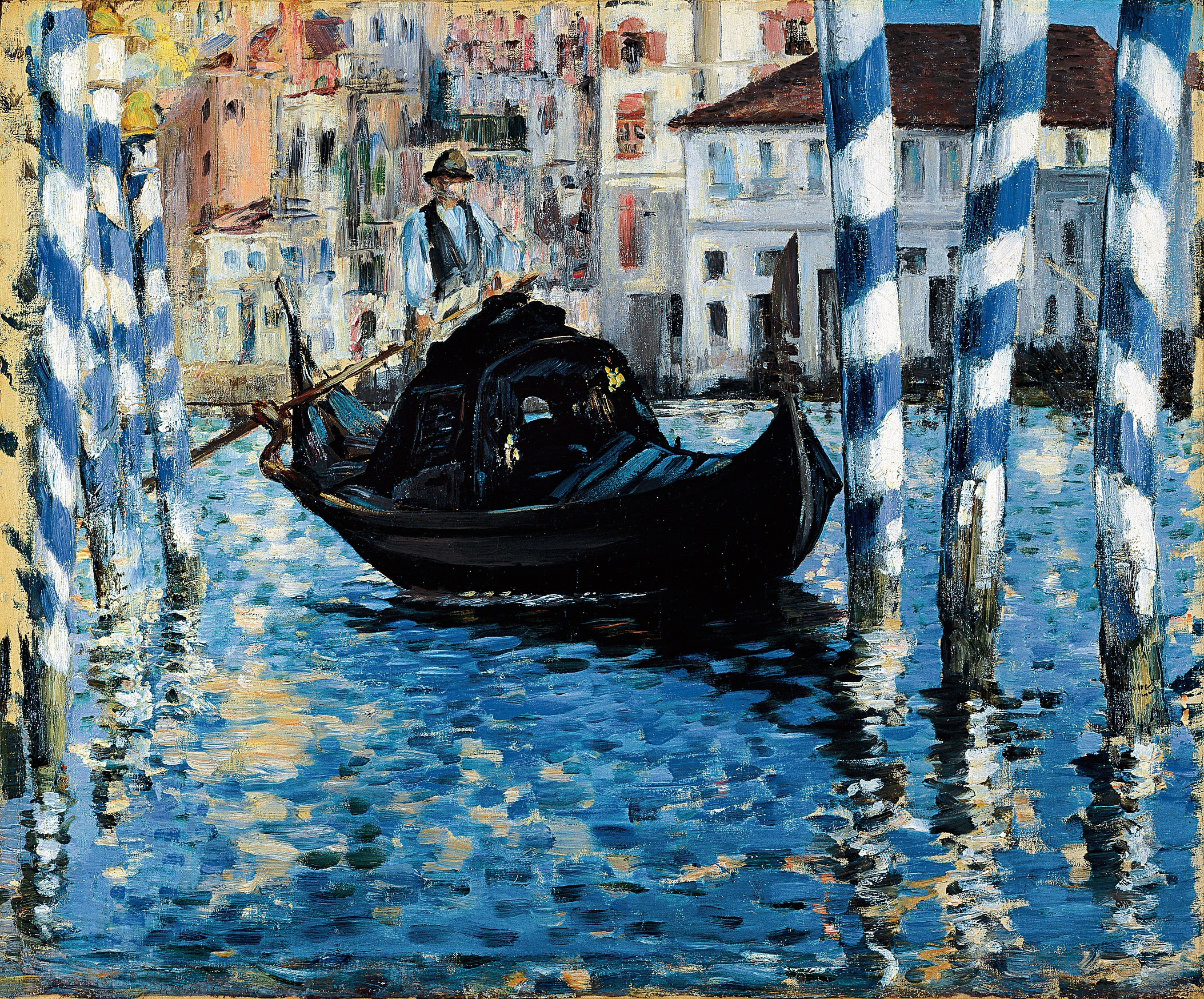
Le Grand Canal à Venise (Venise bleue) Édouard Manet, vers 1875 Shelburne Museum.
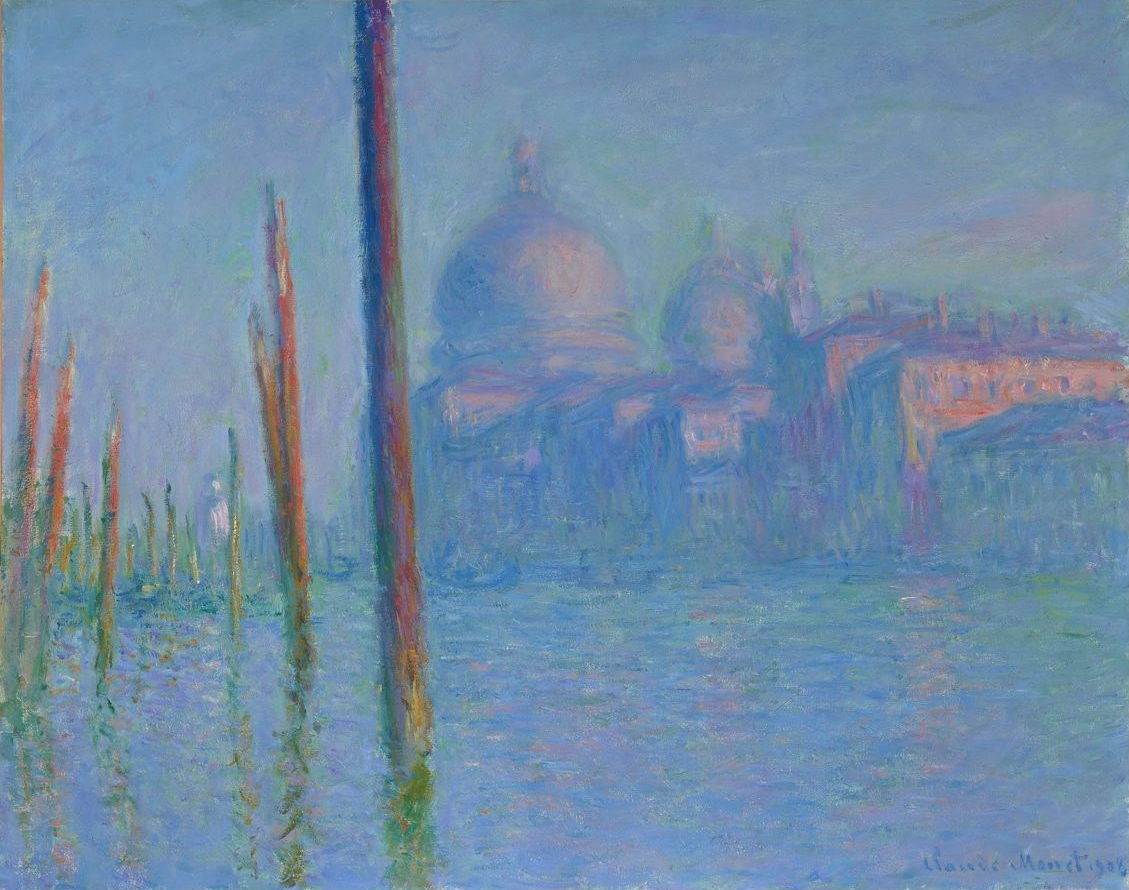
Claude Monet, 1908.
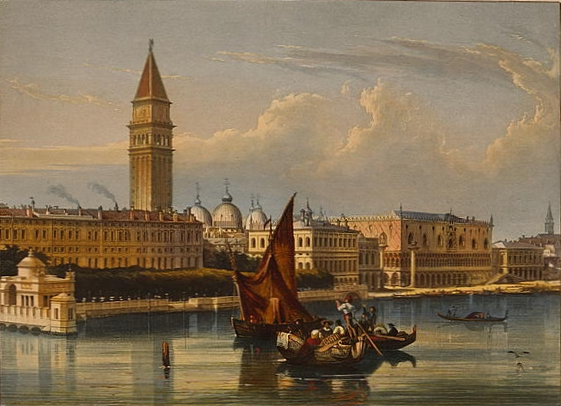
Noël Paymal Lerebours - daguerréotypes.
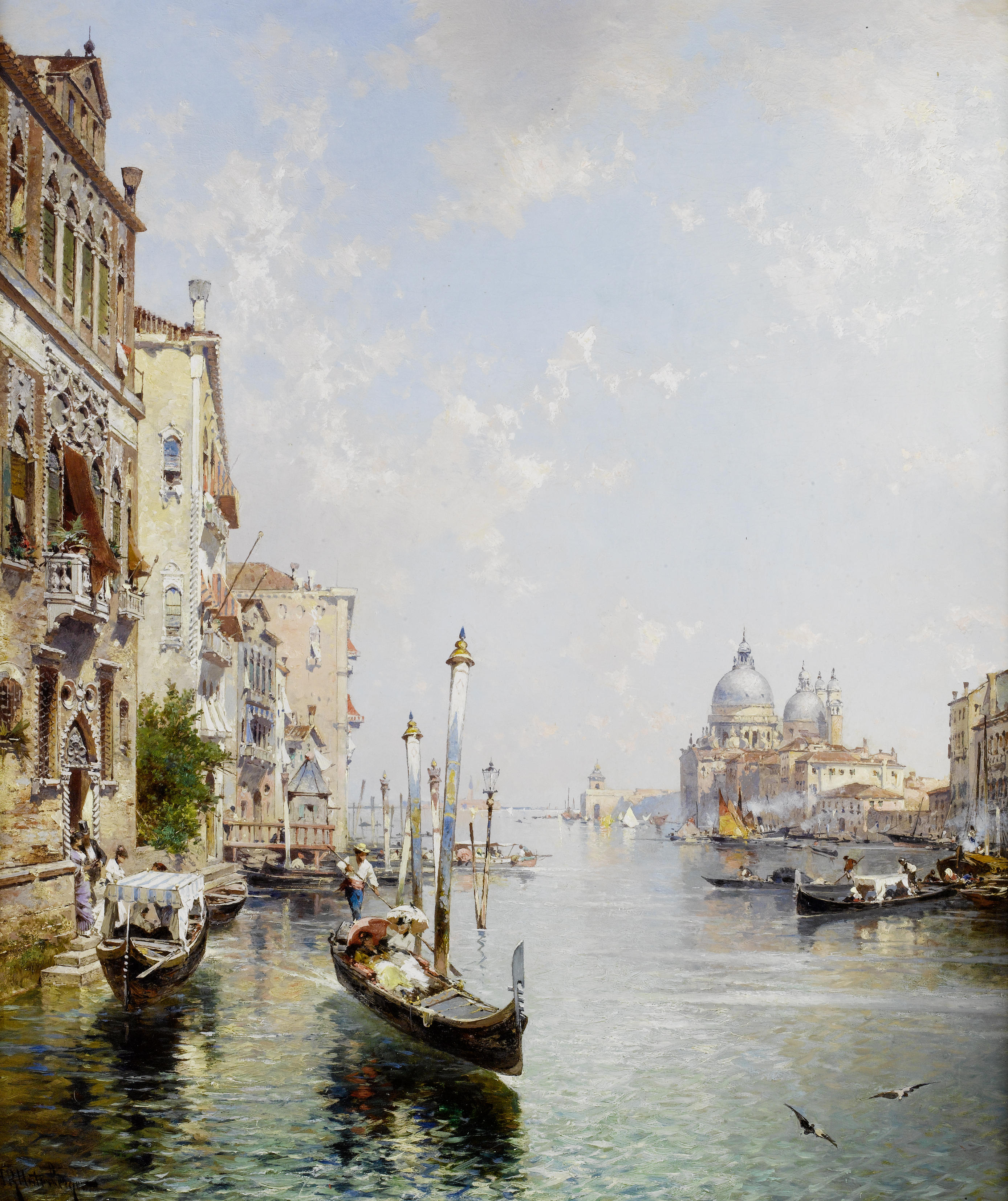
Grande Canal, Venice, Franz Richard Unterberger.